# 京成バス千葉セントラル高浜営業所
京成バス千葉セントラル高浜営業所（けいせいバスちばセントラルたかはまえいぎょうしょ）は、千葉県千葉市美浜区高浜にある京成バス千葉セントラルの営業所。
海浜ニュータウン（稲毛・検見川地区）での路線バスの輸送を目的として千葉海浜交通株式会社（ちばかいひんこうつう）として設立され、当初は住宅公団（現・UR都市機構）や千葉市の補助金を受けて運行していた。現在は、路線の新設や京成グループのバス事業者からの移管により、ニュータウンと関連のない路線を含めて美浜区の広範囲において営業している。

## 沿革

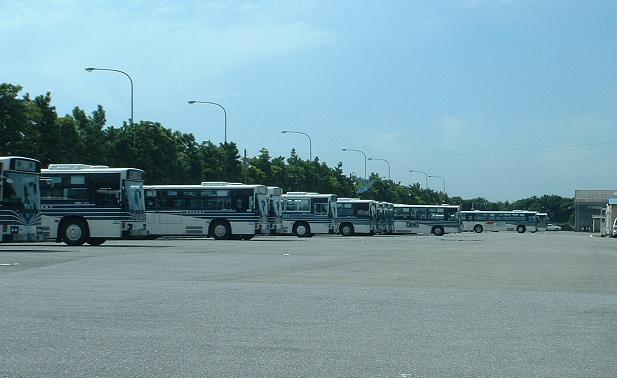
高浜車庫に並ぶ海浜バス。
車庫を発着する路線数も多いことから、住環境に配慮して車庫の周囲には緑地帯が設けられている。

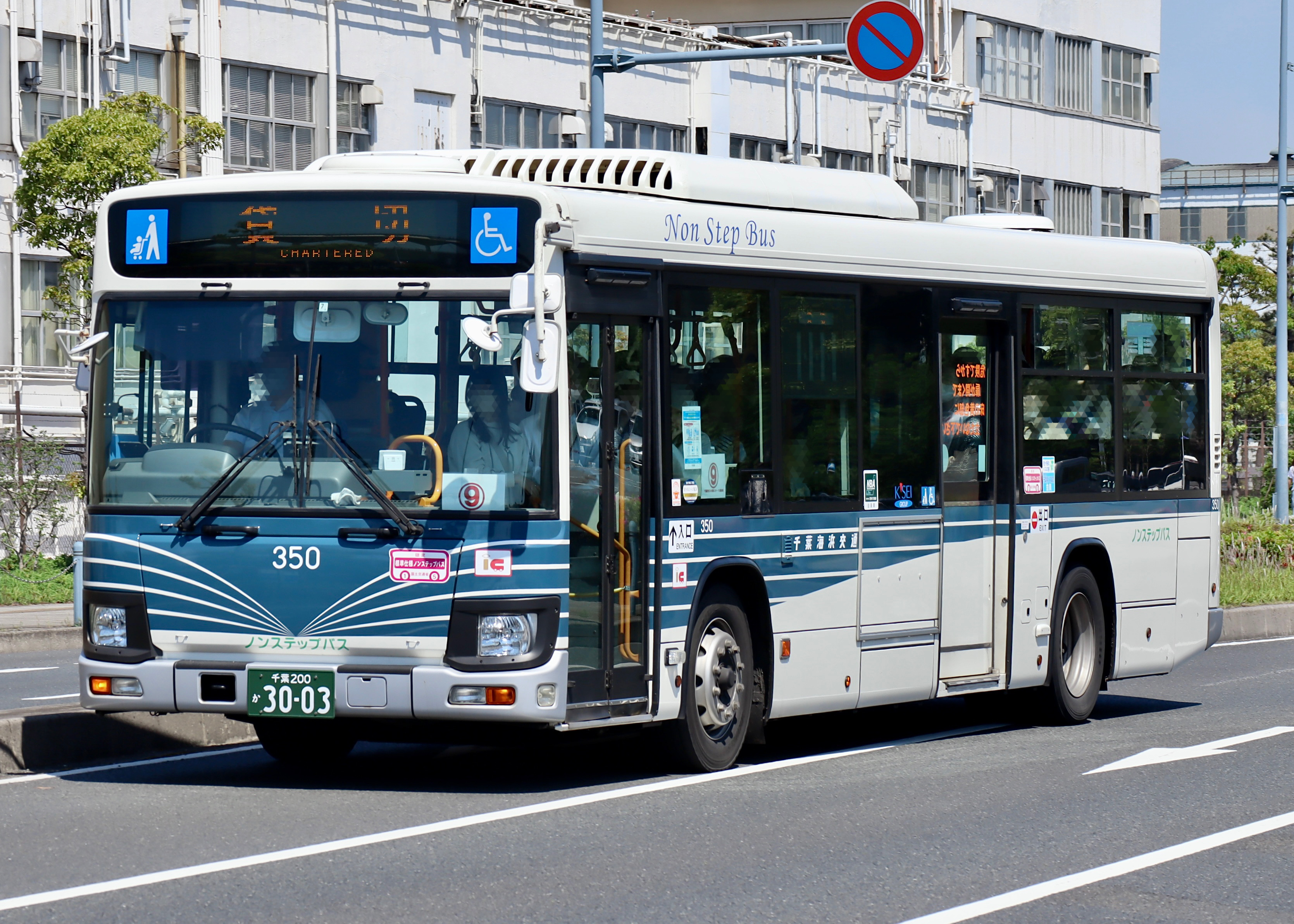
創立50周年を記念して、創業時の復刻塗装となった350号車（2023年5月3日撮影）

千葉海浜交通株式会社（ちばかいひんこうつう）は、千葉県千葉市美浜区高浜2丁目3番1号にあったバス事業者。京成電鉄完全子会社であり、京成グループの企業であった。本社敷地内に高浜営業所を併設しており、全車両が集中配置されてされていた。なお、創業当初は高洲寄りに本社および高洲車庫があった。2025年4月1日以降、高浜営業所は京成バス千葉セントラルの営業所となった。
千葉海浜交通は、1973年1月24日に設立され、海浜ニュータウンの一次入居にあわせ、同年4月1日にバス路線の営業を開始した。最初の路線は高洲第一団地線（高洲線の前身）であり、同年中に検見川線の運行も開始している。
営業開始間もない頃の海浜交通バスは、ニュータウンと最寄りの総武線駅との連絡を主な目的としていた。しかし最寄り駅のひとつであった稲毛駅は当時、西口駅前広場の拡張が進んでおらず、駅へのアクセス道路となる稲毛陸橋も開通していなかったため、ニュータウンからのバス受け入れが困難であった。このため稲毛駅乗り入れを計画していた路線は、当面の間幕張駅から400mほど離れた国道14号線近くに幕張駅入口ターミナルを設け、そこを発着点として運行することとなった。
この際、代替案としては新検見川駅や国鉄千葉駅に接続するルートも検討されていた。しかし前者は、新検見川駅前にニュータウンの検見川寄りを運行する路線以外を受け入れるスペースがなかったことから却下、後者も同様に駅前スペースの問題と入居者の多くを占めると想定された東京方面への通勤者にとって不都合であることから却下され、最終的には距離が遠いという問題はあったが、ターミナル用地が確保できて地元商店街の協力も得られた、幕張ルートで運行を開始することになったのである。
その後、1976年に真砂線（高浜線の前身）、千葉線（美浜線の前身）が、1978年に磯辺線がそれぞれ運行を開始した。千葉線の開通によって、千葉海浜交通は国鉄千葉駅まで営業範囲を広げたが、前記のように千葉駅前のスペースに余裕がなかったため、従来のバス乗り場から大きく離れたそごうの駐車場脇（現在のオーロラモールジュンヌ敷地）に新たな発着場を設けて対応した。
稲毛駅西口の駅前広場は、1979年になってようやく一部供用が開始され、まず高洲線が乗り入れを開始した。さらに1982年に全面供用となり、真砂線も同駅発着となり、高浜線と改められた。この時点で、当初のターミナルであった幕張駅入口は海浜ニュータウン輸送の拠点としての役目を終え、同じころ営業所も高洲車庫から高浜車庫に移っている。
その後、1986年にJR京葉線が開通し、ニュータウン内に稲毛海岸駅、検見川浜駅が設置されると、海浜交通の路線は大幅な再編を迫られることとなった。この際にほとんどの路線が何らかの形で両駅に接続するようルート変更を行い、一部では系統短縮や本数削減もなされた。一方で翌年には幕張線を開通し、先行投資的な形ではあったが、新たに海浜幕張地区に営業基盤を設けている。
平成に入ってからの動きとしては、1997年に入居の進む幕張ベイタウンへの路線を開設したことが挙げられる。また同年には、京成電鉄より美浜線、中央港線を譲受し、これらによって美浜区の海浜幕張駅以東のほぼ全域に運行エリアを拡大したことになる。以後、高洲東線、マリンスタジアム線、高洲2街区線を開設し、路線網の強化を図っている。
2009年3月29日より、PASMO・Suicaによる運賃決済サービスを開始した。
2021年10月1日より、全線1日乗車券『海浜1日乗車券』（大人600円、小人300円）の発売を開始した。
2023年1月24日、創立50周年を記念し、車両2両を復刻塗装とした。
2025年4月1日、京成グループにおけるバス事業の再編により、ちばレインボーバス・京成バスシステム・船橋新京成バス習志野営業所と統合され、京成電鉄バスホールディングス傘下の京成バス千葉セントラルとなった。

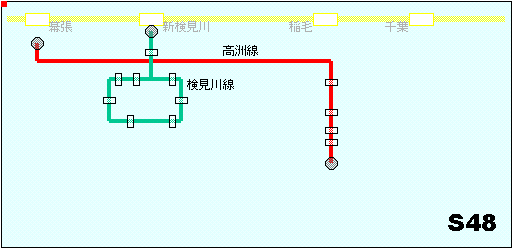
海浜バスの路線変遷（その1）
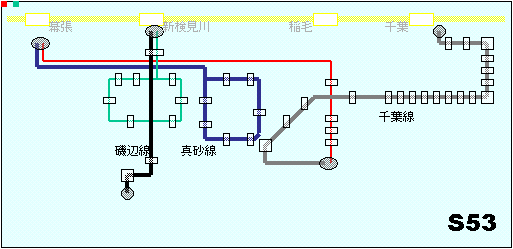
海浜バスの路線変遷（その2）
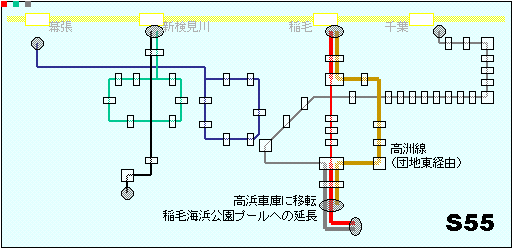
海浜バスの路線変遷（その3）
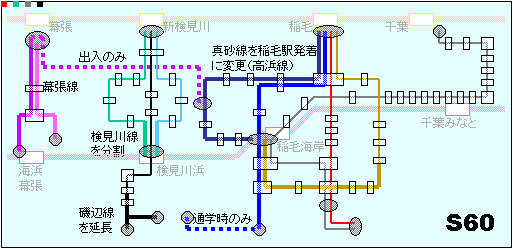
海浜バスの路線変遷（その4）
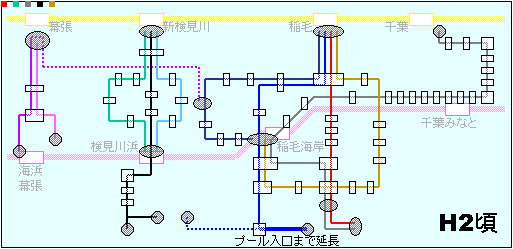
海浜バスの路線変遷（その5）
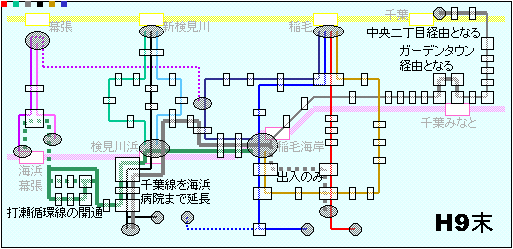
海浜バスの路線変遷（その6）
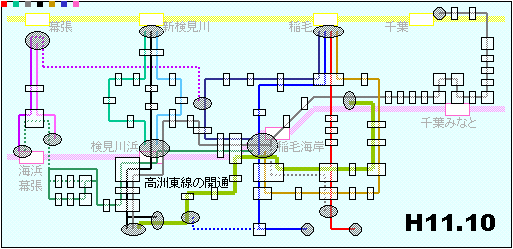
海浜バスの路線変遷（その7）
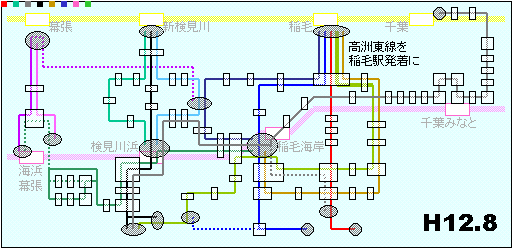
海浜バスの路線変遷（その8）

## 現行路線

### 高洲線

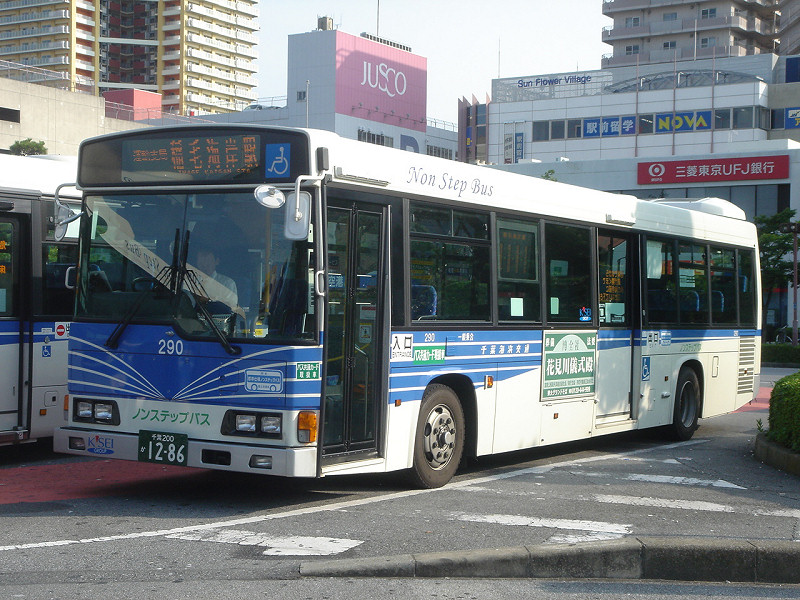
高洲線・運輸支局経由便

- 稲毛駅 - 京成稲毛駅入口 - 高洲第一 - 高浜車庫 - 稲毛海浜公園プール
- 稲毛駅 - 京成稲毛駅入口 - 団地東 - 運輸支局入口 - 県営高浜第三 - 稲毛海岸駅
- 稲毛駅 - 京成稲毛駅入口 - 団地東 - 運輸支局入口 - 県営高浜第三 - 稲毛海岸駅 - 磯辺一丁目 - 磯辺高校 - 千葉西高校 - 海浜病院(平日のみ)
- 稲毛駅 - 京成稲毛駅入口 - 団地東 - 運輸支局入口 - 県営高浜第三
- 深夜：稲毛駅 → 京成稲毛駅入口 → 高洲第一 → 高浜車庫
  - 1973年4月1日：高洲第一団地線（幕張駅入口 - 高洲車庫（現・高浜消防署））を開通。高洲第一経由と高洲第二 - 高洲第四経由の2系統。
  - 1973年6月16日：高洲第二 - 高洲第四経由便を平日朝のみの運行とする。
  - 1974年4月1日：高洲第二 - 高洲第四経由便を廃止し、幕張駅入口 - 団地東 - 高浜ショッピングセンター - 高洲車庫便を開通。
  - 1979年4月6日：稲毛駅 - 高洲第一 - 高洲車庫に変更。団地東側は稲毛駅 - 団地東循環となる。
  - 昭和50年代：稲毛駅 - 高浜車庫に延長。
  - 昭和50年代：高浜車庫便の一部を稲毛海浜公園プールに延長。
  - 1986年3月3日：団地東循環便を稲毛駅 - 県営高浜第三 - 稲毛海岸駅に変更。
  - 2017年6月19日：深夜バス運行開始。これ以前より同時間帯に通常運賃でバスは走っていたが、深夜バスとしての運行を開始した[9]。
  - 2018年9月16日：団地東経由の一部を平日のみ海浜病院まで延伸[10]。
  - 2021年5月17日：深夜バスが当面の間運休[11]。

高洲線は、稲毛駅から高浜車庫（稲毛海浜公園プール）まで海浜公園通りを直進する本線と、団地東・運輸支局入口・県営高浜第三を経由して稲毛海岸駅に至る、通称「団地東線」と呼ばれている支線の2系統により構成されている。前者は約10分おきと本数が多く、利用者も多い。稲毛海岸駅を経由しないため、素直なルートになっており、かえって使いやすいという皮肉な面もある。後者は迂回状に走るため、全線通してではなく、両駅と途中の停留所との移動に使われることがほとんどである。ただし、どちらかと言えば稲毛駅側に向かう乗客が多い。
開通当初の運行区間は、幕張駅入口 - 高洲車庫である。このうち、幕張から高洲入口までの区間は無停車で、高洲車庫から幕張へと向かう便は国道14号、幕張から高洲車庫へと向かう便は旧千葉街道を経由していた。また、団地内の海浜公園通りには「高洲第一」停留所しか設けられておらず、現在の2街区 - 7街区間に「高洲第二」・「高洲第三」停留所があった。また、団地東側には「高洲第四」（現・「団地東」)停留所があり、運行系統は高洲第一経由で直進するものと、高州第二 - 高洲第四経由で迂回するものの2通りあった。しかし、入居者数の増加により車両が足りなくなったため、1973年6月より、高洲第二 - 高洲第四迂回便は平日の始発 - 午前9時のみの運行となっており、これに対して団地東側の住民から抗議のあったことが新聞に報じられている。1974年4月からは、停留所の移設等を行い、迂回便を新たに団地東・3街区・高浜ショッピングセンター経由で運行することとなった。
その後、稲毛陸橋の開通に伴い、1979年に稲毛駅発着に変更された。団地東側は朝夕の運転となった。また、昭和50年代中に高浜車庫、および稲毛海浜公園プールへの延長がなされている。稲毛海浜公園プールのオープンは1977年であるが、当初は臨時バスで対応していたようで、これが定期化した期日は不明である。
1986年3月に京葉線が開通すると、団地東側の線が稲毛海岸駅へ行くようになった。すでに高浜地区の入居が進んでいたため、このとき県営高浜第三を通る現行のルートとなった。
以後、運行ルートは変わることなく現在に至っているが、停留所の新設や行先表示幕の改善など、細かな変更はたびたび加えられている。たとえば、団地東経由便は「団地東経由」と表示していたが、現在は「運輸支局入口経由」に変更されている。運輸支局自体は川の反対側にあり、この直近に千葉駅からの中央港線が運行されているが、その運行本数が極端に減少し、稲毛側のこの線が代替の役割を果たすようになったためである。また、公園プール発着便は、海浜公園内にオープンした千葉市花の美術館に停留所を新設し、あわせて行先表示幕にも「花の美術館」経由と表示するようになっている。

### 検見川線

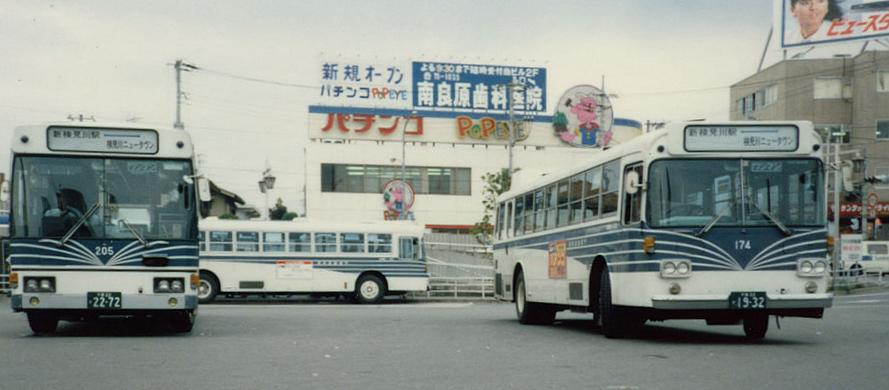
循環運転当時の検見川線

- 新検見川駅 - 千葉西警察署 - 東京歯科大正門前 - 美浜区役所入口 - 検見川浜駅
- 新検見川駅 - 五丁目18街区 - 真砂四丁目 - 検見川浜駅
  - 1973年8月5日：新検見川駅 - （真砂五丁目） - （真砂二丁目） - 新検見川駅を開通。
  - 1985年頃、平日朝のラッシュ時のみ、新検見川駅 - （真砂中央公園） - （真砂二丁目） - 新検見川駅の臨時便を運行。
  - 1986年3月3日：新検見川駅 - 検見川浜駅に変更。真砂二丁目経由便と真砂五丁目経由便の2系統。
  - 2000年6月1日：真砂二丁目経由便を真砂二丁目・東京歯科大正門経由に変更。
  - 2002年12月16日：真砂五丁目経由便を真砂コミュニティセンター（現・真砂四丁目）経由に変更[12]。
  - 2011年8月1日：「プラウドシティ」停留所を新設[13]。
  - 2012年2月23日：「プラウドシティ」停留所を「プラウドシティ・ウエスト」に改称[14]。

新検見川駅を発着する路線は磯辺線と検見川線の2線があるが、先に開通したのはこの検見川線である。1973年に開通し、当時は新検見川駅だけがターミナルだったため、新検見川駅 - （真砂五丁目） - （真砂二丁目） - 新検見川駅の循環運行をしていた。運行本数は1日200本にも及んでいたとのことである。また、行先表示は、「新検見川駅 － 検見川ニュータウン」であった。
高洲第一団地線が遠く離れた幕張を起点としていたのに対し、この線は開通時から新検見川駅に乗り入れていた。これは、早くにアクセス道路（検見川陸橋）や駅前乗り場の整備が済んでいたためである。しかし、当初は現在のようなロータリーはなく、仮の乗降場と転回スペースが設けられていただけであった。また、駅舎も橋上化されていなかったので、乗客はバスを降りると、ホームの東京寄りにあった改札まで歩いていかなければならなかった。
その後、京葉線が開通したことにより中間部で路線が分断され、新検見川駅 - 検見川浜駅間の往復線となった。また、同線の運行エリアと検見川浜駅が近いこともあって、運行本数は大幅に減らされた。さらに、二丁目経由便、五丁目経由便とも若干のルート変更を行い今に至っている。

### 磯辺線
- 新検見川駅 - 美浜区役所 - 検見川浜駅 - 千葉西高校 - 磯辺高校
- 新検見川駅 - 美浜区役所 - 検見川浜駅 - 千葉西高校 - 磯辺高校 - 稲毛ヨットハーバー
- 新検見川駅 - 美浜区役所 - 検見川浜駅 - 海浜病院
- 深夜：新検見川駅 → 美浜区役所 → 検見川浜駅 → 千葉西高校 → 磯辺高校
- 深夜：新検見川駅 → 美浜区役所 → 検見川浜駅 → 海浜病院
  - 1978年10月31日：新検見川駅 - 磯辺中央を開通。
  - 昭和50年代：新検見川駅 - 磯辺高校入口（現・磯辺八丁目付近）便を新設
  - 1983年6月21日：磯辺高校入口便を救急医療センター前（現・千葉西高校）まで延長。
  - 1986年3月3日：磯辺中央便を海浜病院まで延長。
  - 2005年4月1日：千葉西高校行きの一部が磯辺高校まで延長[15]。
  - 2011年8月1日：検見川浜駅方面の「磯辺高校」停留所を「千葉療護センター」に改称するとともに、検見川浜駅方面の始発停留所を変更[13]。
  - 2013年5月7日：磯辺高校行きの一部を稲毛ヨットハーバーまで延長[16]。
  - 2017年6月19日：深夜バス運行開始[9]。
  - 2021年5月17日：深夜バスが当面の間運休[11]。

磯辺線は、1978年に新検見川駅 - 磯辺中央間で開通している。開通当初は検見川五丁目 - 磯辺入口（検見川浜駅のやや南）間に停留所がなく、検見川線とは全く独立した存在であった。その後、時期不明だが、一部便が新検見川駅 - 磯辺高校入口（現・磯辺八丁目付近）間で延長運行するようになり、道路の整備により、1983年にこれが救急医療センター前まで延長された。なお、この救急医療センター前は、現在の千葉西高校と思われる。このほか、一時的に新検見川駅-磯辺入口という折り返し便が運行されたこともある。
京葉線が開通したことにより、検見川浜駅への乗り入れ、真砂地区での停留所増設に加え、海浜病院までの路線延長がなされた。朝および夜に若干の例外があるが、基本的には磯辺高校・稲毛ヨットハーバー発着便と海浜病院発着便が交互に運行され、両方合わせるとほぼ12分おきで、検見川線よりも本数が多くなっている。

### 高浜線

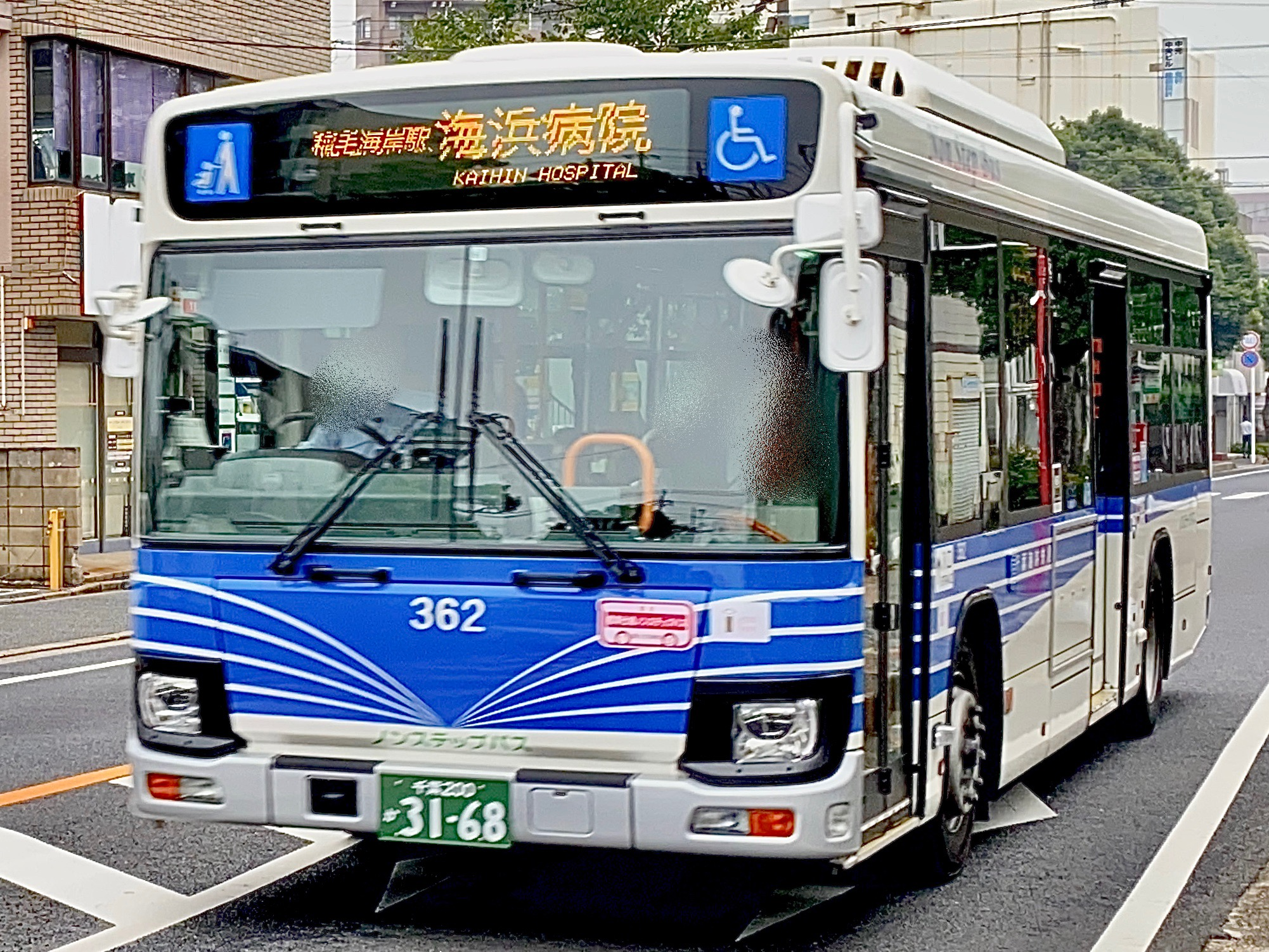
高浜線海浜病院行き

- 稲毛駅 - 京成稲毛駅入口 - こじま公園 - 稲毛海岸駅 - 高浜南団地 - 海浜公園入口
- 稲毛駅 - 京成稲毛駅入口 - こじま公園 - 稲毛海岸駅 - 高浜南団地 - アクアリンクちば
- 稲毛駅 - 京成稲毛駅入口 - こじま公園 - 稲毛海岸駅 - 高浜南団地 - 磯辺高校（ - 千葉西高校 - 海浜病院）（通学時間帯のみ）
- 稲毛駅 - 京成稲毛駅入口 - 東京歯科大東門 - 真砂第三公団 - 磯辺五丁目 - 高洲二中 - 稲毛海岸駅
- 深夜：稲毛駅 → 京成稲毛駅入口 → こじま公園 → 稲毛海岸駅 → 高浜南団地 → 海浜公園入口
  - 1976年3月31日：真砂線（幕張駅入口 → 真砂第三公団 → こじま公園 → 幕張駅入口）を開通。
  - 1982年9月10日：真砂線を稲毛駅 - 真砂第三公団 - 高浜南団地、稲毛駅 - こじま公園 - 磯辺高校（ほとんどの便が高浜南団地止まり）に変更。2線を合わせて高浜線となる。
  - 1986年3月3日：稲毛海岸駅への乗り入れを開始し、真砂便を稲毛駅 - 稲毛海岸駅に短縮。ラッシュ時のこじま公園便は稲毛海岸駅構内に入らず稲毛海岸駅入口（道路沿い）停留所を使用。また、この時に高洲地区センター停留所が稲毛海岸駅に併合された。
  - 1989年頃：高浜南団地折返便を海浜プール入口（現・海浜公園入口）まで延長。
  - 1999年12月20日：稲毛海岸駅入口経由便を廃止。
  - 2017年1月16日：真砂第三公団 - 真砂供給公社間のルート変更を行い、磯辺五丁目停留所新設[17]。
  - 2017年6月19日：夜の一部の便を海浜公園入口発からアクアリンクちば発に変更（海浜公園入口は通過）。
  - 2017年6月19日：深夜バス運行開始[9]。
  - 2018年9月16日：アクアリンク線のこじま公園経由便を高浜線に統合する[10]。アクアリンクちばと海浜公園プールを経由する系統は廃止となる。
  - 2020年11月16日：磯辺高校発着便の一部が海浜病院まで延長[18]。
  - 2021年5月17日：深夜バスが当面の間運休[11]。

高浜線の起源は真砂線といい、幕張駅入口から真砂一丁目団地付近を循環運行していた。稲毛駅発着となったのは、同駅西口ロータリーの整備が完了した1982年である。これとともに稲毛駅 - 高浜南団地（一部便は磯辺高校）間を結ぶ路線になり、真砂線の循環部は2つに分割されて、こじま公園経由、真砂第三公団経由の2系統が設定された。こじま公園経由は朝ラッシュ時のみの運行であった。その後、真砂第三公団経由便は、京葉線の開通と同時に稲毛海岸駅止まりに短縮されている。同便が高浜地区を通らないのに高浜線と呼ぶのは、以上の成立の経緯からである。この2系統はほぼ同じ本数となっているが、現在は、マリンスタジアム線が開通し、稲毛駅 - 稲毛海岸駅間に限って言えば、こじま公園を経由する便の方がやや本数が多くなっている。
こじま公園経由便は学生が使用する時間帯のみ磯辺高校発着となる。残りの便は海浜公園入口発着便とアクアリンクちば発着便である。海浜公園入口停留所は高浜車庫と目と鼻の先であり、実際ここでの折返しは高浜車庫内で行うが、別の名称となっている。

### ベイタウン線
- 新検見川駅 - 五丁目23街区 - ひび野一丁目 - 海浜幕張駅 - 海浜打瀬小学校 - 海浜病院
- 新検見川駅 - 五丁目23街区 - ひび野一丁目 - 海浜幕張駅 - 幕張メッセ中央 （→ イオンモール幕張新都心イオンスタイル口 → イオンモール幕張新都心蔦屋書店前 / ← イオンモール幕張新都心グランドモール前） - 幕張豊砂駅
- 新検見川駅 - 五丁目23街区 - ひび野一丁目 - 海浜幕張駅
- 海浜幕張駅 - 海浜打瀬小学校 - 海浜病院
  - 1997年6月：稲毛海岸駅 - （幕張ベイタウン内） - 海浜幕張駅を開通。ほとんどの便が稲毛海岸駅→ベイタウン循環→稲毛海岸駅の運行。
  - 2003年2月16日：海浜幕張駅 - 21番街 - 海浜病院に変更[12]。
  - 2005年3月28日：「22番街」バス停を新設、海浜幕張駅 - 21番街 - 検見川浜駅 - （真砂第三公団非経由） - 稲毛海岸駅を開通[19]。
  - 2010年6月15日：海浜幕張駅 - 21番街 - 検見川浜駅 - （真砂第三公団非経由） - 稲毛海岸駅を廃止）[20]。
  - 2016年2月8日：平日のみ海浜幕張駅 - ひび野一丁目 - 五丁目23街区 - 新検見川駅を開設（延伸）[21]。
  - 2016年4月1日：若葉三丁目 - 五丁目23街区間に幕張総合高校、若葉第一、若葉第二、若葉第三、若葉第四停留所新設[22]。
  - 2016年9月1日：海浜幕張駅 - 新検見川駅間の土休日の運行が開始され、毎日運行するようになる[23]。
  - 2017年9月16日：新検見川駅 - 海浜幕張駅 - イオンモール幕張新都心を開設（土休日のみ）[24]。
  - 2019年3月31日：海浜病院発着の一部便を海浜公園入口まで延長、乗降方法をすべて後乗り前降り運賃後払いに統一。
  - 2020年4月1日：ルート変更により、往路復路共に真砂大橋経由となり、「若葉第三」・「若葉第四」停留所は通過となる[25]。
  - 2021年7月1日：幕張新駅建設工事により、ファミリーモール前停留所の移転の為、起終点を蔦屋書店前とグランドモール前にそれぞれ変更[26]。
  - 2021年8月16日：ダイヤ改正により、海浜病院 - 海浜公園入口の運行を終了。
  - 2023年3月18日：幕張豊砂駅開業により、「イオンモール幕張新都心ファミリーモール前」から「幕張豊砂駅」に名称変更[27]。

### マリンスタジアム線

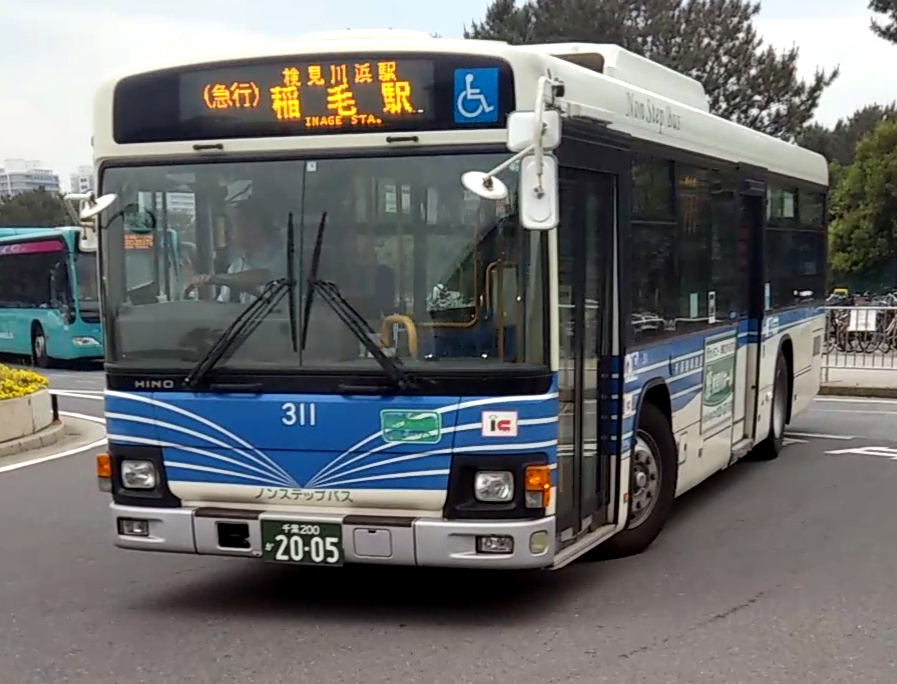
稲毛駅行き臨時急行バス

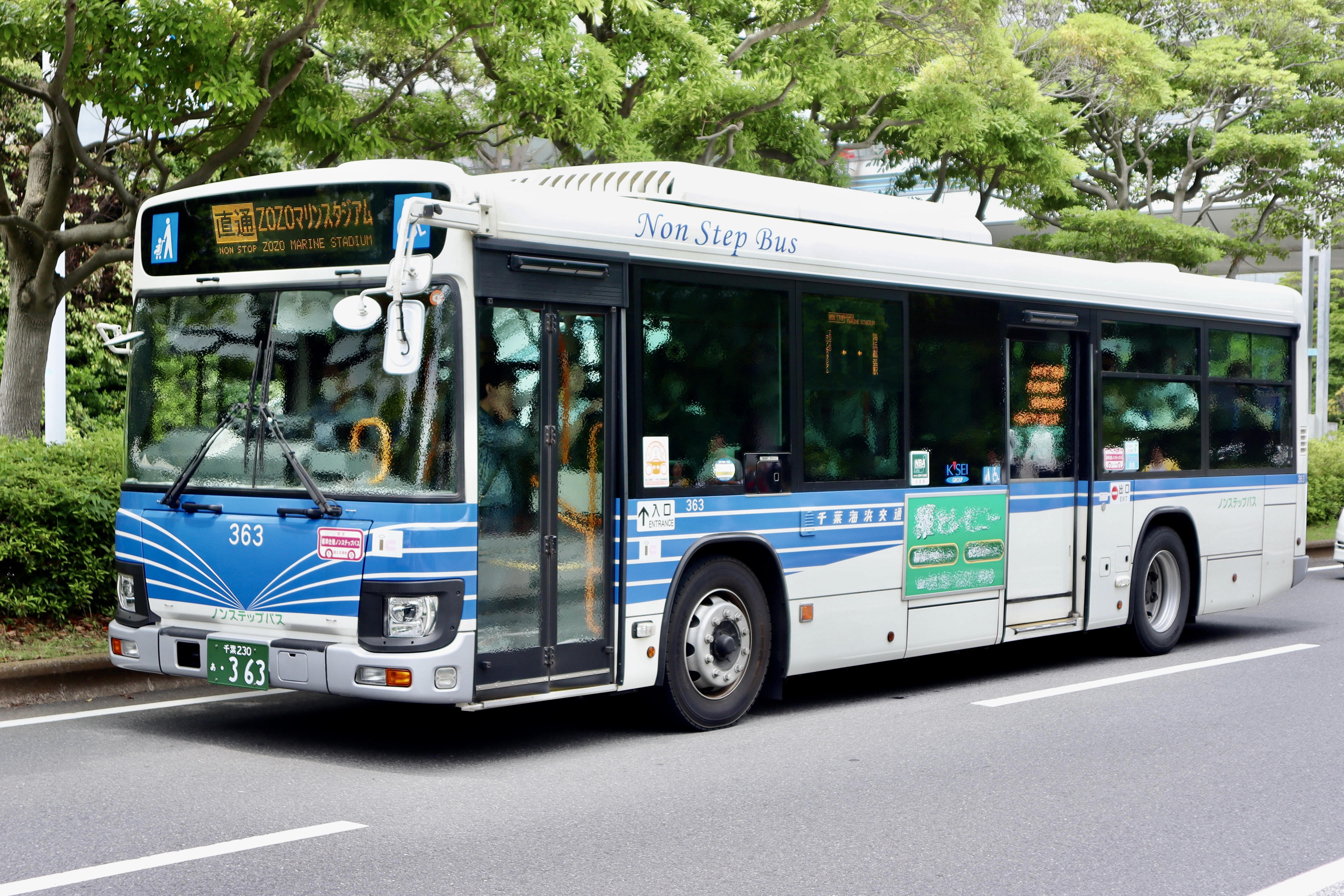
海浜幕張駅とスタジアムを結ぶシャトルバス

- 稲毛駅 - 京成稲毛駅入口 - こじま公園 - 稲毛海岸駅 - 真砂供給公社 - 検見川浜駅（高速バス乗り場） - 検見川高校 - エリスト - 海浜幕張駅 - 幕張メッセ - ZOZOマリンスタジアム
- 急行：稲毛駅 → （無停車） → 検見川浜駅（高速バス乗り場） → 検見川高校 → エリスト → 海浜幕張駅（平日早朝のみ）
- 急行：ZOZOマリンスタジアム → （無停車） → （検見川浜駅（高速バス乗り場） → 磯辺五丁目 → 真砂供給公社 →）稲毛海岸駅 → (こじま公園 →) 京成稲毛駅入口 → 稲毛駅※（）内は検見川浜駅経由便のみ停車（プロ野球開催日のみ）
- 直通：海浜幕張駅（プレナ幕張） - (無停車) - ZOZOマリンスタジアム《京成バス他と共同運行》
  - 2003年7月11日：マリンスタジアム線、稲毛駅 - 稲毛海岸駅 - 検見川浜駅 - 海浜幕張駅 - マリンスタジアムを開通[28]。
  - 2005年3月28日：「グランアクシブ」停留所を新設[19]。
  - 2008年10月1日：ファーストウィング - 県立幕張高校入口の運行経路変更（「幕張総合高校」停留所は停車せず）[29]。
  - 2009年3月29日：「若葉三丁目」停留所新設[30]。
  - 2009年12月16日：「前乗り前払い方式」から「後乗り後払い方式」に変更[31]。
  - 2011年4月1日：「マリンスタジアム」停留所を「QVCマリンフィールド」に改称[32]。
  - 2016年4月1日：「幕張総合高校」停留所をベイタウン線に新設し「若葉公園」に改称、「ZOZOPARK」停留所を新設[22]。
  - 2017年1月16日：「QVCマリンフィールド」停留所を「ZOZOマリンスタジアム」に改称。「磯辺五丁目」停留所新設[33]。
  - 2017年10月16日：マリンスタジアム線の一部を便イオンモール幕張新都心まで延長。また平日の日中の一便のみ海浜幕張駅での折り返し便を設定。「検見川高校」停留所新設[34]。
  - 2018年11月18日：ZOZOマリンスタジアムで開催された『スーパーマリンフェスタ2018』において、海浜幕張駅 - ZOZOマリンスタジアム間の臨時シャトルバスに参入。
  - 2021年2月1日：平日早朝1.5往復のみ運行されていた、「幕張メッセ」折り返し便と、ZOZOマリンスタジアム 〜 イオンモール幕張新都心間を廃止し、平日早朝に稲毛駅 〜 検見川浜駅間をノンストップで運行する急行・海浜幕張駅行きを新設[35]。

マリンスタジアム線は、海浜ニュータウンから幕張新都心地区への足として、2003年に開通した路線である。2021年1月までは、稲毛駅発の平日1便目と海浜幕張駅発の平日1・2便目のバスはダイヤ上、到着時刻がマリンスタジアムのある幕張海浜公園の開門時刻である午前8時30分より前になる為、一つ手前の「幕張メッセ（旧・幕張メッセ東口）」での折り返し運転となっていたが、急行海浜幕張駅行きの誕生により、廃止された。
プロ野球開催時には、マリンスタジアムから海浜大通り経由の検見川浜駅・稲毛海岸駅・稲毛駅行きの臨時急行便が運行される。この臨時急行便には途中停留所からの乗車ができない為、マリンスタジアムを発車するとすぐに方向幕を変更し、行き先がわからない様にしている。また、通常マリンスタジアム線は中乗り対応車が充当されるが、臨時急行便は非中乗り対応車が充当されることがある。
2017年10月16日には、一部の便がイオンモール幕張新都心まで延伸した他、それまで海浜大通りで交通規制などが発生した時のみ運行されていた海浜幕張駅折返し便が、日中に一便のみ定期便として設定された。
2021年2月1日より、急行・海浜幕張駅行きが運行開始となり、マリンスタジアム経由イオンモール幕張新都心行きと幕張メッセ折り返し便は廃止された。また、海浜幕張駅折り返し便も増便された。

### 高洲2街区線
- 高浜車庫 - 高浜公民館 - 高洲ショッピングセンター(高洲SC) - 稲毛海岸駅北口
  - 2004年10月16日：高浜車庫 - 稲毛海岸駅北口 - こじま公園 -  東京歯科大正門前 -  検見川浜駅を開通[36]。
  - 2013年12月21日：土日祝日の運行を廃止し、運行時間を平日日中のみにダイヤ改正[37]。
  - 2019年7月31日：稲毛海岸駅北口 - こじま公園 -  東京歯科大正門前 - 検見川浜駅の運行終了[38]。
  - 2025年7月16日：稲毛海岸駅北口行の便が運行終了[39]。

高洲2街区線は、現在では高浜車庫への入出庫便のような存在だが元々高浜・高洲地区をより細やかに回り、稲毛海岸駅北口を経由して真砂・検見川浜方面へ運行する路線であった。開通当初は平日朝夕に高浜車庫 - 稲毛海岸駅北口での折り返し便が多目に設定されていた。また、早朝のラッシュ時には高洲線が頻繁に発着する高浜車庫、稲毛高校での客扱いを行わず、高浜公民館を起点に運行していた。2013年12月21日に行われたダイヤ改正をもって、平日日中のみの運行となった。2019年8月1日のダイヤ改正により、稲毛海岸駅北口 - 検見川浜駅の運行を終了した。2025年7/16日のダイヤ改正時点で、美浜線の送り込みとして設定されていた稲毛海岸駅北口行が、同日付に行われた美浜線の路線譲渡によって廃止済み、高浜車庫行はプラウドシティ線の浅間神社経由便の送り込み回送として1本のみ設定されている。

### アクアリンク線
《ちばシティバスと共同運行》

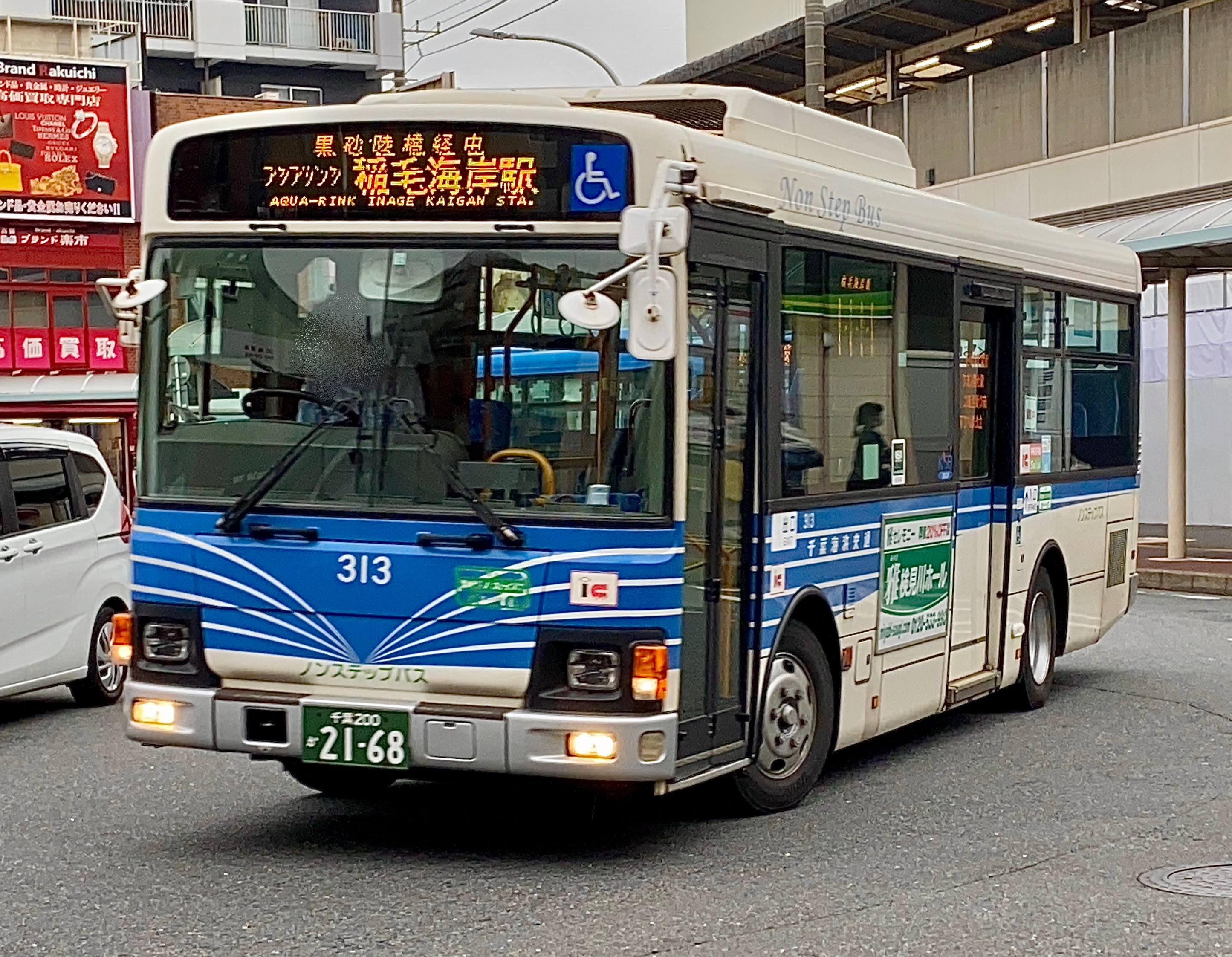
アクアリンク線

- 稲毛駅 → 黒砂台二丁目 → 千葉県自動車大学校前 → アクアリンクちば（平日早朝のみ運行）
- 稲毛海岸駅 - 高浜消防署 - 稲毛高校 - 高浜車庫 - アクアリンクちば - 千葉県自動車大学校前 -  黒砂台二丁目 - 稲毛駅（平日夕方・千葉海浜交通担当便のみ運行）
  - 2005年8月1日：稲毛駅 - 稲毛海岸駅 - 新港（アクアリンクちば）が開通。平日のみの暫定運行[15]。
  - 2005年10月14日：アクアリンクちば施設内への乗り入れおよび土休日の運行を開始[15]。
  - 2011年4月6日：ちばシティバスと共同運行で黒砂陸橋ルートを開設。平日通勤通学時間帯のみ運行。なお、千葉海浜交通担当便のみ稲毛海岸駅まで運行[40]。
  - 2012年11月16日：「黒砂台二丁目」停留所を新設[41]。
  - 2016年9月1日：千葉海浜交通担当便のみ黒砂陸橋ルート便を減便。 アクアリンクちば - 稲毛海岸駅行きが平日早朝1往復・夕方2往復になる。
  - 2017年6月19日：一部の便が花の美術館・海浜公園プール経由となる。
  - 2018年9月16日：こじま公園経由便が高浜線に移管され、平日の黒砂陸橋経由便のみがアクアリンク線となる。また、花の美術館・海浜公園プールは廃止となる[10]。

アクアリンクちばは、1998年に閉園した「わんぱくランド」の跡地に建設されたスケートリンクで、新港清掃工場（現・新港クリーン・エネルギーセンター）に隣接した余熱利用施設である。本数の少ない中央港線に代わる新港への新しい通勤路線という側面もあり、アクアリンクのオープン前から平日のみ暫定的に運行を行っていた。暫定開業に際しては、停留所に稲毛駅 - 新港間に新路線を運行するという内容の掲示がなされ、10月13日までは「新港」行きの案内で運行した。なお、翌14日より本格運行が始まったが、施設の一般開放は10月23日からである。
2011年4月6日からは平日の朝夕時間帯に限り、ちばシティバスとの共同運行により、黒砂陸橋並びに新港自動車工業団地ルートを開設した。土休日の運行本数が平日の倍近くに設定されていることが大きな特徴となっていたが、2018年9月16日改正でこじま公園経由便が高浜線に移管されたため平日のみの運行となっている。

### 幕張メッセ中央線

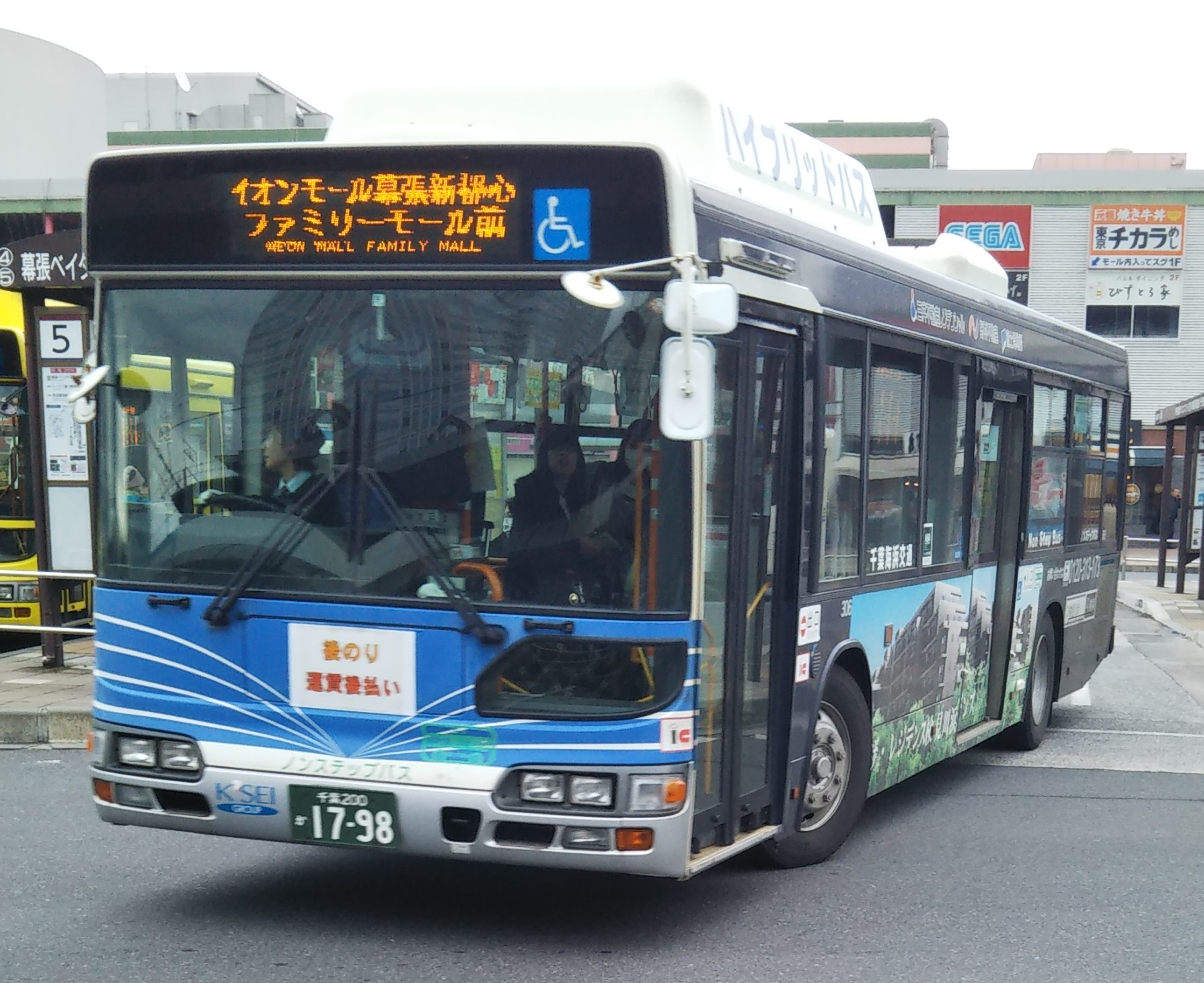
稲毛駅とイオンモール幕張新都心を結ぶ千葉海浜交通

- 稲毛駅 - 京成稲毛駅入口 - プラウドシティ・ウエスト - 千葉西警察署 - 若葉第二 - 幕張総合高校 - イオン海浜幕張店 - 海浜幕張駅 - 幕張メッセ中央 （→ イオンモール幕張新都心イオンスタイル口 / ← イオンモール幕張新都心グランドモール前） - 幕張豊砂駅
- 稲毛駅 - 京成稲毛駅入口 - プラウドシティ・ウエスト - 千葉西警察署 （← 若葉第四 ← 若葉第三） - 若葉第二 - 幕張総合高校 - イオン海浜幕張店 - 海浜幕張駅（早朝1往復のみ）
  - 2013年1月16日：稲毛駅 - 京成稲毛駅入口 - プラウドシティ・ウエスト - 千葉西警察署 - イオン幕張店 - 海浜幕張駅 - 幕張メッセ中央間開通[42]。平日のみ運行。
  - 2013年12月17日：イオンモール幕張新都心まで路線延伸[43]。これに伴って土曜・休日にも運行されるようになる。
  - 2014年7月1日：「プレナ幕張」停留所を新設[44]。
  - 2016年4月1日：若葉三丁目 - 五丁目23街区間に「幕張総合高校」、「若葉第一」、「若葉第二」、「若葉第三」、「若葉第四」の各停留所新設。「若葉第三」と「若葉第四」は稲毛駅行きのみ停車[22]。
  - 2016年12月20日：「イオンモール幕張新都心バスターミナル」から「イオンモール幕張新都心ファミリーモール前」に名称変更。「豊砂公園」停留所を廃止し、「イオンモール幕張新都心イオンスタイル口」停留所・「イオンモール幕張新都心蔦屋書店前」停留所を新設[45]。
  - 2020年4月1日：ルート変更により、海浜幕張駅発稲毛駅行き初便のみ「若葉第三」・「若葉第四」停留所に停車し、その他の便は全便往路復路共に真砂大橋経由となり、「若葉第三」・「若葉第四」停留所は通過となる[25]。
  - 2021年7月1日：幕張新駅建設工事により、「イオンモール幕張新都心アクティブモール前」を追加し、「イオンモール幕張新都心ファミリーモール前」を移設[26]。
  - 2023年3月18日：幕張豊砂駅開業により、「イオンモール幕張新都心ファミリーモール前」から「幕張豊砂駅」に名称変更[27]。なお案内上は、「幕張豊砂駅/イオンモール幕張新都心ファミリーモール前」となり、行先表示器も、「海浜幕張駅経由、幕張豊砂駅、イオンモール幕張新都心」の記載がある。
  - 2023年11月23日：イオンモール幕張新都心の「ファミリーモール」を「エキマエモール」へと名称変更したため、停留所の案内も、「幕張豊砂駅/イオンモール幕張新都心エキマエモール」へと変更となった。
  - 2024年3月15日：ちばシティバスがメッセ新都心線から撤退[46]（最終運行は10日）。千葉海浜交通単独運行となる。
  - 2024年5月15日：「プレナ幕張」停留所が廃止[47]。

### プラウドシティ線
- 稲毛駅→京成稲毛駅入口→稲毛海岸四丁目→プラウドシティ・イースト→ルネグランマークス→稲毛海岸駅
- 稲毛駅→三叉路→浅間神社→稲毛海岸四丁目→プラウドシティ・イースト→ルネグランマークス→稲毛海岸駅
- 稲毛海岸駅→稲毛海岸四丁目→プラウドシティ・イースト→ルネグランマークス→京成稲毛駅入口→稲毛駅
- 稲毛海岸駅→稲毛海岸四丁目→プラウドシティ・イースト→ルネグランマークス→浅間神社→稲毛東二丁目→稲毛駅
  - 2025年3月16日：ちばシティバスより移管[48]。また同日付において、高浜線等が停車している「こじま公園」停留所を追加。また、「ルネグランマークス」起終点便と、「プラウドシティ・イースト」発着便を廃止し、全便が稲毛駅及び稲毛海岸駅発着となった。

### 臨時シャトルバス
- 急行：稲毛海岸駅 - （無停車） - 花の美術館 - 稲毛海浜公園プール

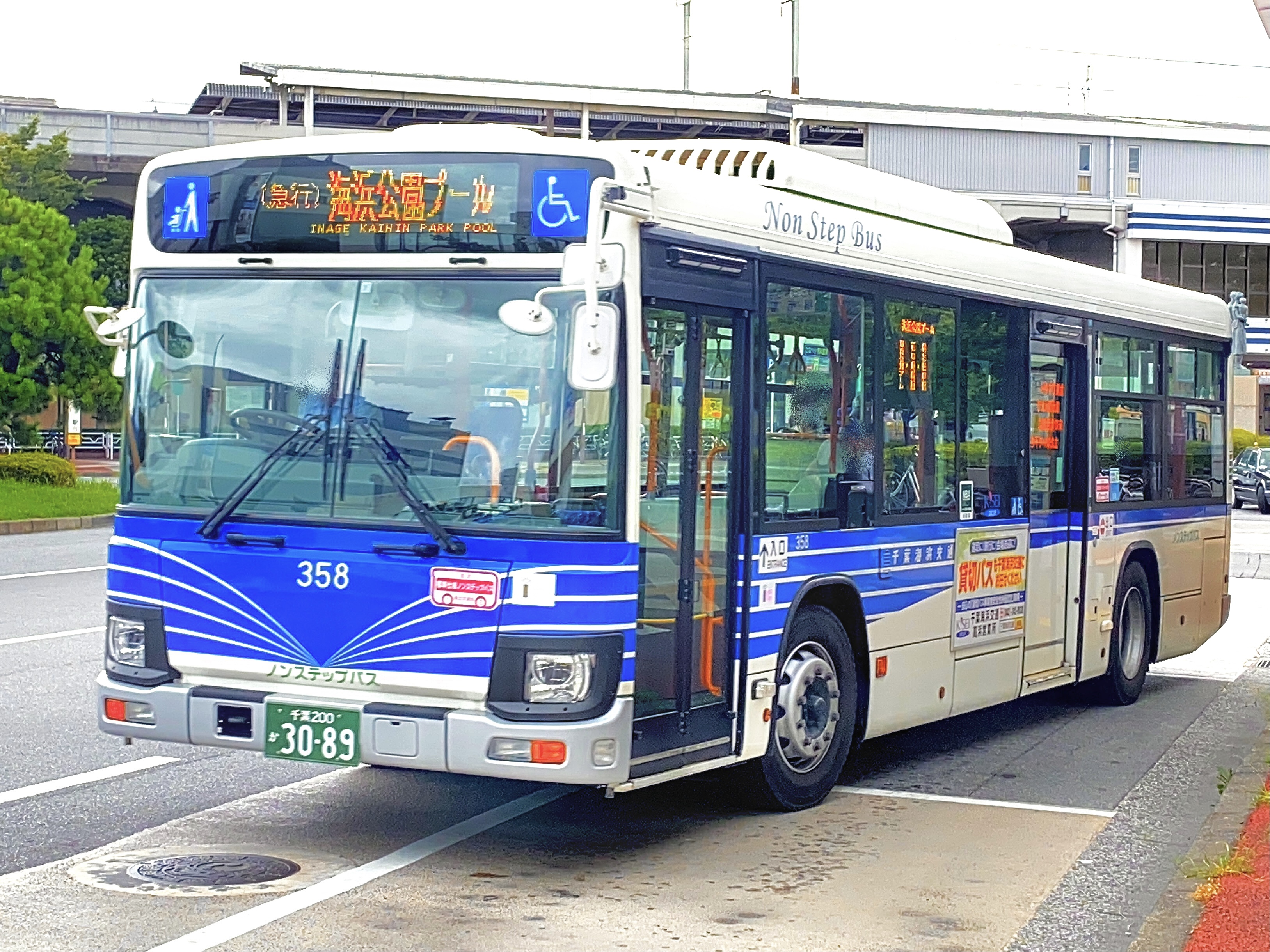
稲毛海岸駅を発車する海浜公園プール行き急行バス（2020年9月13日撮影）

毎年、7月中旬 - 8月31日の土曜・日祭日と8月13日 - 15日のお盆休み期間の稲毛海浜公園プール開園日のみ運行。

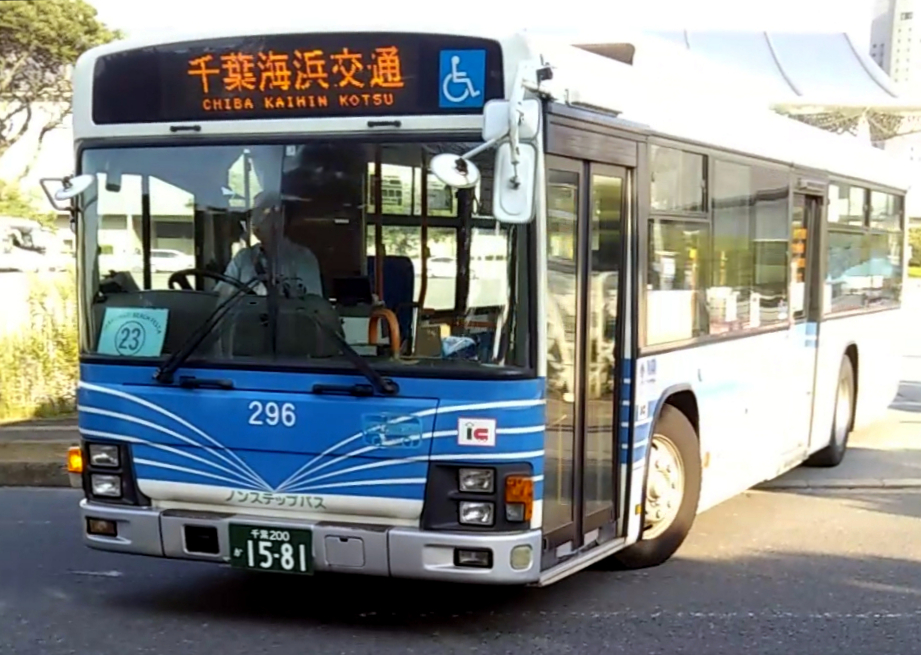
幕張ビーチ花火フェスタシャトルバスに充当される千葉海浜交通296号車（2019年8月3日撮影）

- 直通：稲毛駅 → （無停車） → 幕張海浜公園（見浜園） （2017年度まで）
- 幕張海浜公園（見浜園） → 検見川浜駅（高速バス乗り場） → 稲毛海岸駅 → 京成稲毛駅入口 → 稲毛駅（2017年度まで）
- 直通：幕張本郷駅 - （無停車） - 幕張メッセ臨時駐車場（2018年度より）《京成バス他と共同運行》
  - 2012年8月4日：稲毛駅 - 見浜園間の輸送開始。
  - 2018年7月27日：稲毛駅からの輸送を中止し、幕張本郷駅 - 幕張メッセ臨時駐車場間の輸送を開始。

2012年より、毎年8月の第一土曜日に幕張海浜公園での開催となった「幕張ビーチ花火フェスタ」の観客輸送のため、稲毛駅 - 見浜園間の運行を担当。2018年は幕張海浜公園での「JFA夢フィールド」の建設工事や、ZOZOマリンスタジアムでの「世界女子ソフトボール選手権」の開催、「第100回全国高等学校野球選手権記念大会」予選などのイベントと重なった為、無料観覧席の場所を見浜園から幕張メッセ駐車場に変更し、平日開催となった為、稲毛駅からのシャトルバスの運行は取りやめられ、他の京成グループのバス各社と共に、幕張本郷駅から幕張メッセ臨時駐車場への直通バスとなった。2019年度は再び8月第一土曜日開催に戻ったものの、無料観覧席は前年と同じ場所に設けられた為、稲毛駅発のシャトルバスは前年同様中止となった。2020年度は幕張メッセにて東京オリンピックの開催がかねてより予定されていた事もあり、開催日を例年より前倒しして、2020年5月2日に予定していたが、新型コロナウイルスの感染拡大による自粛規制により、2020年3月5日に大会中止が発表された。

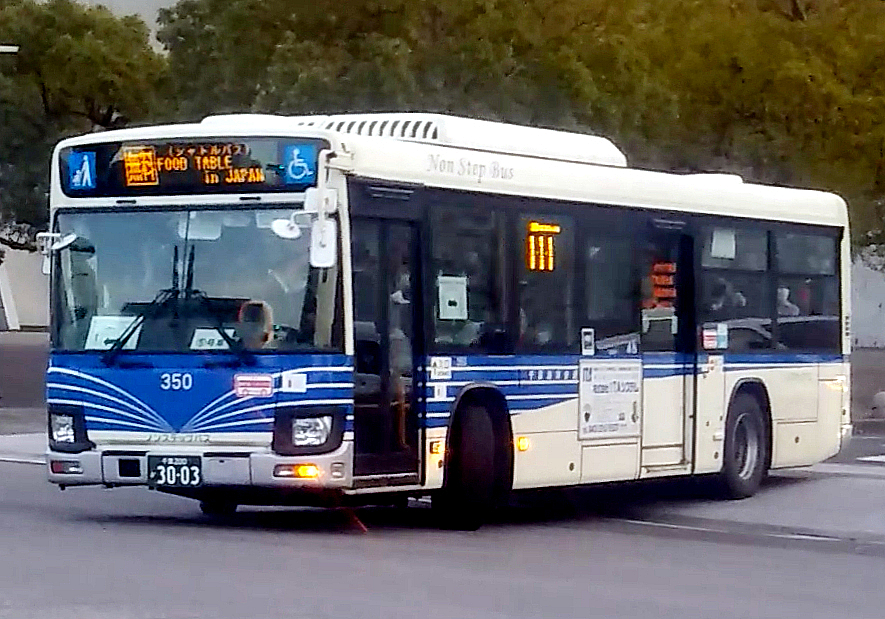
イベント名の表示された幕を掲示して運行するシャトルバス（写真はFOOD TABLE in JAPAN開催時に運行されたシャトルバス）

- 貸切：海浜幕張駅（プレナ幕張前） - 幕張メッセ屋外展示場
- 貸切：幕張本郷駅 - 幕張メッセ屋外展示場

幕張メッセにて大規模なイベントが開催される日のみ運行。イベント名の表示された幕を掲示して運行される場合もある。運行日等の情報は非公開。

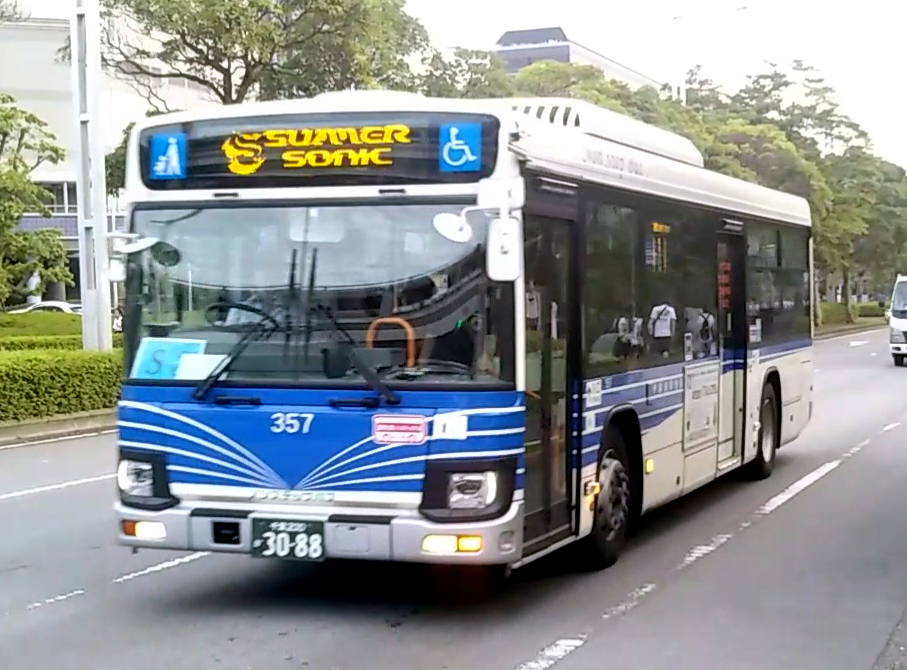
サマーソニックのロゴマークの表示された幕を掲示して運行するシャトルバス（2019年8月18日撮影）

- 貸切サマーソニック：ZOZOマリンスタジアム → 幕張メッセ → ZOZOマリンスタジアム《京成バス・ちばフラワーバスと共同運行》
  - 2019年8月16日：運行開始。

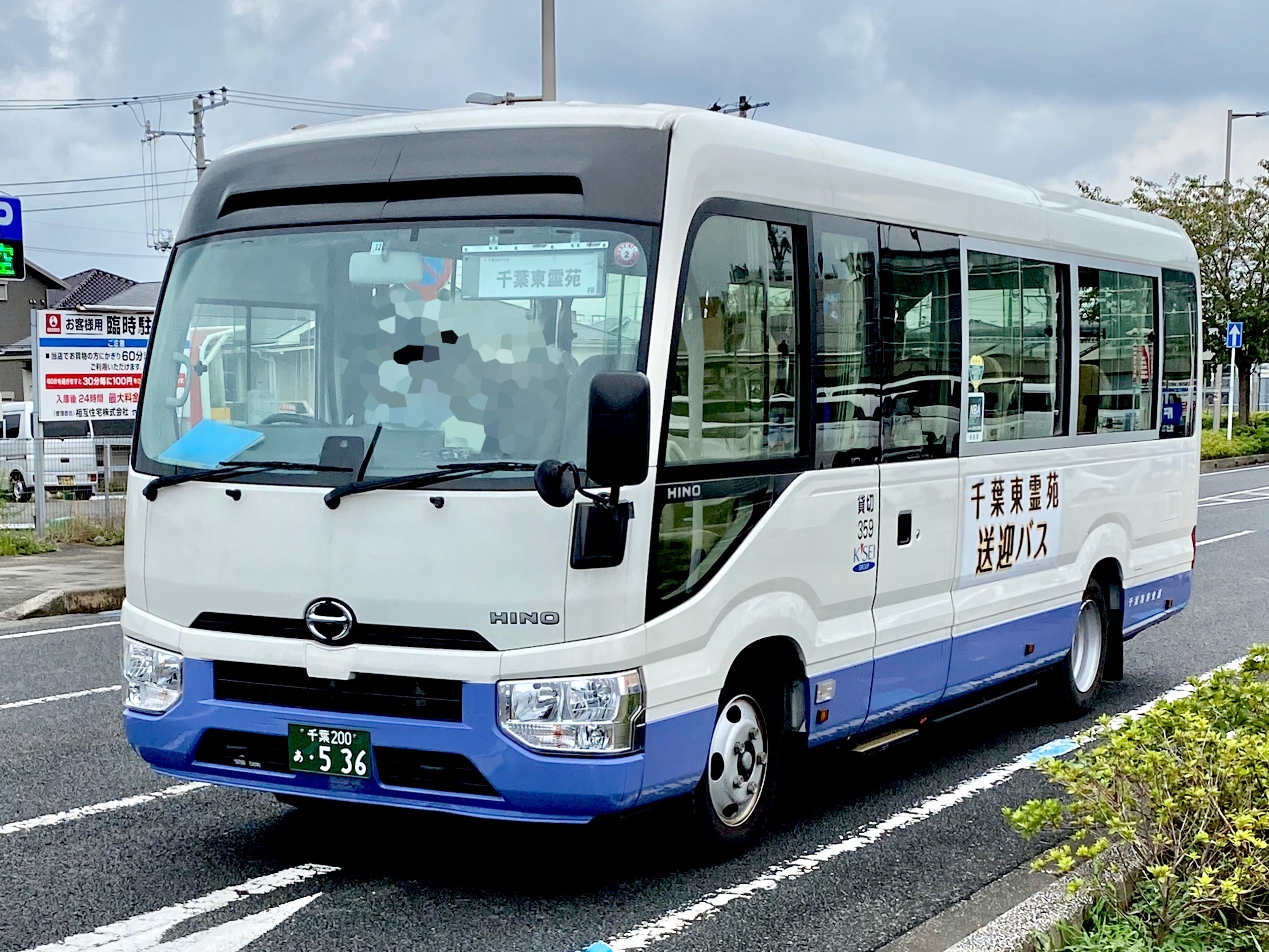
誉田駅と千葉東霊園を結ぶシャトルバスとなる359号車（2020年9月21日撮影）

- 貸切：誉田駅 - 千葉東霊苑（墓参シーズンのみ運行）
  - 2017年3月17日：運行受託。

誉田駅と千葉東霊苑を結ぶバスは、元々は千葉中央バスが路線バスとして運行していたが、2016年4月のダイヤ改正により不定期路線バス化し、2016年末をもって路線廃止となった。そこで、2017年の彼岸日のみ千葉東霊苑側がマイクロバスをチャーターし、無料シャトルバスを走らせる事になった。当初は春彼岸と秋彼岸のみの運行であったが、現在は両彼岸日に加え、お盆と年末年始も運行している。なお、通常の土日祝日も誉田駅から送迎車が出ているが、こちらは千葉東霊苑が自家用車で運行している。
- 貸切：千葉駅西口 - 千葉市蘇我スポーツ公園
- 貸切：千葉寺駅 - 千葉市蘇我スポーツ公園
- 貸切：千葉みなと駅 - 千葉市蘇我スポーツ公園

《小湊鉄道・ちばシティバス・京成バスシステム他と共同運行》
千葉市蘇我スポーツ公園にて開催されるロッキング・オン主催の『ROCK IN JAPAN FESTIVAL』及び『JAPAN JAM』開催日のみ運行。
ならびに、『JFEちばまつり』開催日に運行。
- - 2022年8月6日：運行開始。

## 廃止路線

### 中央港線

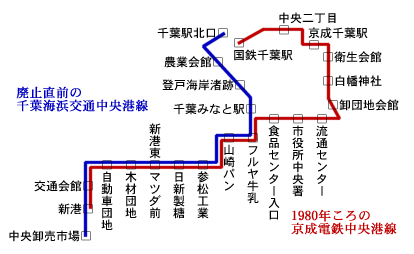
中央港線路線図（廃止直前／1980年ころ）

- 千葉駅北口 - 登戸海岸渚跡 - 千葉みなと駅 - 木材団地 - 新港 - 中央卸売市場
  - 1969年4月：［京成電鉄］国鉄千葉駅 - 中央二丁目 - 旧・京成千葉駅東口（現・千葉中央駅東口） - 卸団地会館 - 食品センター（現・千葉みなと駅） - 木材団地 - 陸運事務所前（現・交通会館千葉運輸支局前）を開通。その後、新港まで延長（延長日不明）。ごく初期を除き、小湊鉄道も同一区間を運行。
  - 昭和50年代：［京成電鉄］中央卸売市場まで延長。（小湊鉄道も）
  - 1997年12月24日：京成電鉄の便を千葉海浜交通が譲り受ける。
  - 1999年7月10日：千葉駅北口 - 登戸海岸渚跡（現・ハローワーク千葉） - 中央卸売市場に変更。（小湊鉄道も）
  - 2008年4月1日：千葉海浜交通が撤退（小湊鉄道は運行を継続）[52]。

中央港線は、千葉駅北口から美浜区新港のコンビナート地帯を経由し、中央卸売市場までを結んでいた路線である。当初は京成電鉄と小湊鉄道の2社によって運行され、国鉄千葉駅（東口）から流通センターを経由して新港地区へ入るルートであった。埋め立てが完了したばかりの新港や中央港を走った最初の路線である。1997年に京成電鉄担当便を千葉海浜交通が譲り受けて運行していたが、2008年3月末で千葉海浜交通はこの路線から撤退した。

### 磯辺循環線
- 検見川浜駅→中磯辺公園→磯辺第二小学校→検見川浜駅（小いそまる）
- 検見川浜駅→中磯辺公園→海浜病院→磯辺第二小学校→美浜区役所→検見川浜駅（大いそまる）
  - 2005年9月26日：運行開始[15]。
  - 2012年4月1日：廃止[53]。

磯辺循環線は、磯辺3 - 7丁目にまたがる環状道路を時計回りに結んでいた循環路線である。朝と夕方は住宅地内のみを回り、日中の便は、海浜病院や美浜区役所を経由していた。開通当初から利用者は少なく、2012年3月末に当路線は廃止された。車両は独自の塗装に「いそまる君」の文字を施した専用の小型車両日野・リエッセ、またベイタウン北循環線用の日野・ポンチョも一部使用されていた。

### 幕張線
- 幕張駅入口 - 放送大学 - ひび野一丁目 - イオン幕張店 - 海浜幕張駅
- 幕張駅入口 - 放送大学 - 若葉三丁目 - 若葉公園
  - 1987年5月6日：幕張駅入口 - 海浜幕張駅、幕張駅入口 - 幕張東高校（現・若葉公園）、東京歯科大正門 - 幕張駅入口 - 海浜幕張駅（出入庫のみ、のち廃止）を開通。
  - 1996年4月1日：「幕張東高校」停留所を「幕張総合高校」に改称。
  - 2003年2月16日：ベイタウン線のルート変更に伴い東京歯科大正門発着便を廃止し、海浜幕張駅便のすべてが幕張駅入口発着となる。土休日運休となる。
  - 2006年4月1日：幕張駅入口のバスターミナル施設が閉鎖され、停留所が路上に移設される。
  - 2009年3月29日：「県立幕張高校入口」停留所を「若葉三丁目」に改称[30]。
  - 2016年4月1日：「幕張総合高校」停留所を「若葉公園」に改称[22]。
  - 2017年10月16日：休止[34]。

幕張線は、創業時のターミナルである幕張駅入口と海浜幕張駅、および幕張総合高校を結ぶ路線であった。幕張駅入口が駅から大きく離れていることに加え、中間の停留所が両駅から徒歩圏内にあることなどから利用者は少なく、本数も少なかった。幕張総合高校の交通案内でも、幕張駅からのアクセスには徒歩を勧めているほどであった。1991年、千葉シーサイドバスが海浜幕張駅から放送大学までの同一区間を走る路線を開設し、1997年には幕張駅入口に乗り入れを開始したことで二社による競合路線となった。2006年3月31日をもって会社創業時より使用してきた幕張駅入口ターミナルを廃止し、翌日より停留所を路上へと移設すると運行本数も年々減少され、2017年10月16日に運行休止路線となり、その後幕張駅入口と放送大学のバス停は撤去された。

### ベイタウン北循環線
- 検見川浜駅 → 若葉第四 → 幕張総合高校 → ZOZOPARK → イオン幕張店 → 海浜幕張駅
  - 2006年7月31日：ベイタウン北循環線を開通[54]。
  - 2017年10月16日：検見川浜駅始発便（検見川浜駅 → エリスト → グランエクシア → エリスト → 海浜幕張駅）をルート変更。幕張総合高校（現・若葉公園）経由便を新設。
  - 2018年4月1日：検見川浜駅発着系統をルート変更し、「ZOZOPARK」・「若葉公園」・「幕張総合高校」・「若葉第一」・「若葉第二」・「若葉第三」・「若葉第四」停留所を新設。旧・「幕張総合高校」停留所を「若葉公園」に改称。
  - 2018年9月16日：海浜幕張駅始発便（海浜幕張駅 → グランエクシア → エリスト → 海浜幕張駅）が廃止となりベイタウンを経由しないルートのみとなる[10]。
  - 2019年3月31日：路線廃止[55]。

ベイタウン北循環線は、元々はマリンスタジアム線として平日のラッシュ時間帯に、幕張ベイタウン北部住民の足として検見川浜駅 - 海浜幕張駅間に折り返し便として運行していた路線である。2006年に至り、これを発展させる形でベイタウン北循環線の運行を開始した。ベイタウン北循環線は、海浜幕張駅を起点にベイタウン北部を循環し同駅に戻る便と、同駅と検見川浜駅を結ぶ往復便からなり、始発の1便を除き海浜幕張駅発の便だけがベイタウン内の白帆通りを経由する。
路線開設時よりベイタウン北循環線専用の低床小型車両（日野・ポンチョ）が配備されていたが、2018年9月のダイヤ改正でベイタウン内の運行が無くなった事で運行が中型車となり、従来の小型車はイオンスタイル検見川浜専用の特定バスとなった。晩年は、後に運行開始となる幕張ベイパーク線開設準備の為の免許維持路線と化し、2019年3月31日の幕張ベイパーク線開設に伴い路線廃止となった。

### マイタウン・ダイレクトバス

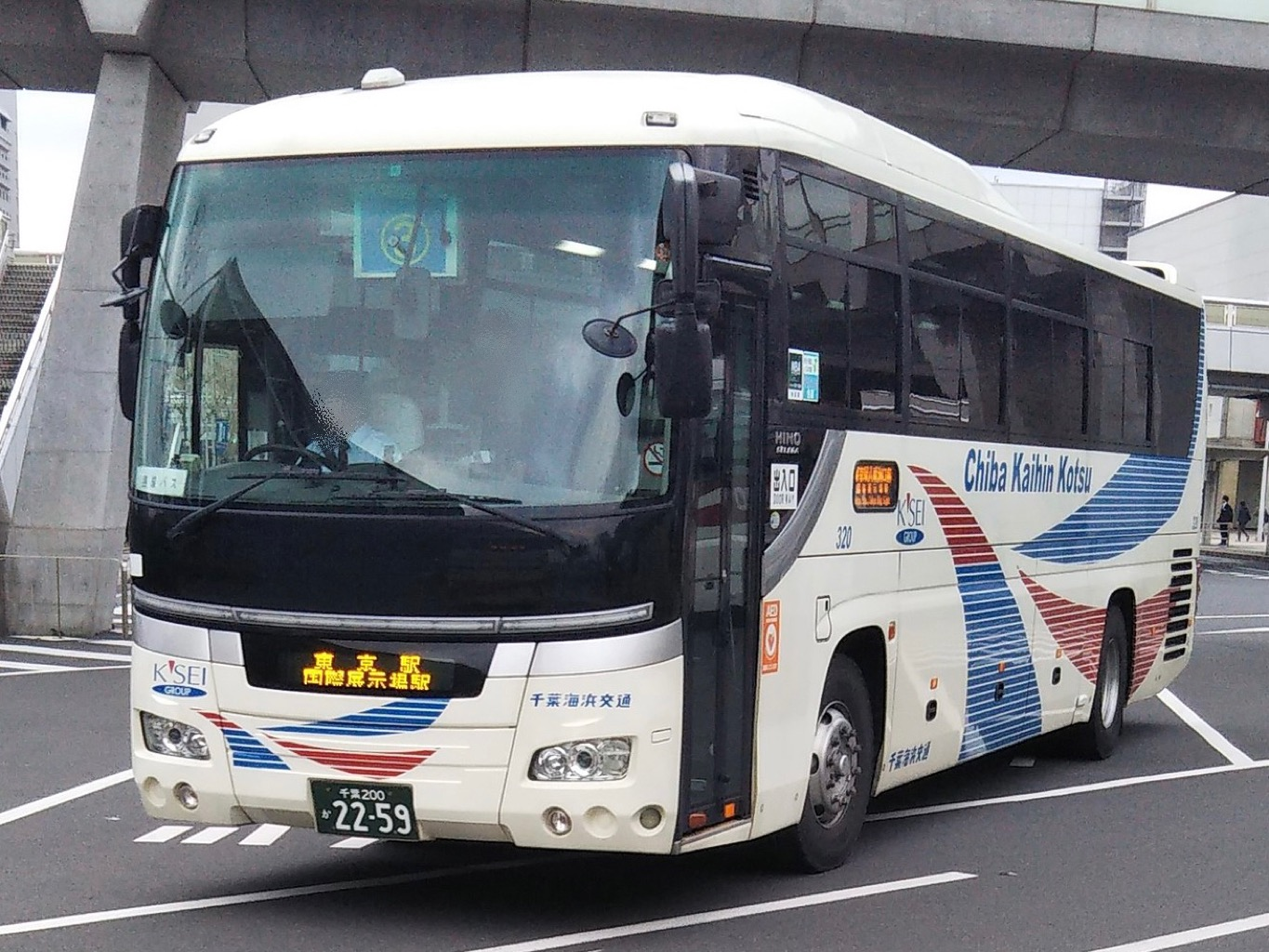
幕張メッセ中央を出発する東雲車庫行き

- 東雲車庫 - 国際展示場駅 - 東京駅八重洲口前 - コロンブスシティ（ → 幕張メッセ中央 ） - 海浜打瀬小学校 - 磯辺中央 - 東京歯科大学正門 - 高浜北団地 - 高浜車庫《京成バス新習志野高速営業所と共同運行》
- （東雲車庫 → 国際展示場駅 → ）東京駅八重洲口前 - 神田外語大学 - 幕張メッセ中央 - 海浜打瀬小学校 - 磯辺中央 - 東京歯科大学正門 - 高浜北団地 - 高浜車庫《京成バス新習志野高速営業所と共同運行》
- 幕張メッセ中央 → (無停車) → 東京駅八重洲口前《京成バス・千葉内陸バス・ちばグリーンバスと共同運行》
  - 2012年4月8日：運行開始[56]。
  - 2012年10月1日：「美浜区役所入口」、「東京歯科大東門」及び「稲毛高校」停留所を新設[57]。
  - 2013年8月16日：平日のみの運行に減便（お盆並びに年末年始は運休）[58]。
  - 2017年4月1日：「真砂コミュニティセンター」停留所を「真砂四丁目」に改称。
  - 2019年3月30日：京成バスと共に路線廃止[59]。

千葉海浜交通として、高速路線バス事業に初参入した路線であり、京成バスグループが近年路線網を拡大している都市間通勤路線・マイタウン・ダイレクトバスの一つである。京成バス新習志野高速営業所との共同運行である。2013年8月16日より、土日祝日・お盆・ならびに年末年始が運休となった。2019年3月29日の運行をもって、京成バスと共に路線廃止。同時に、幕張メッセにて大規模なイベントが開催される日のみに運行されていた臨時バスも撤退した。

### イオンお客様専用無料バス(特定バス)
イオンお客様専用無料店舗循環バス

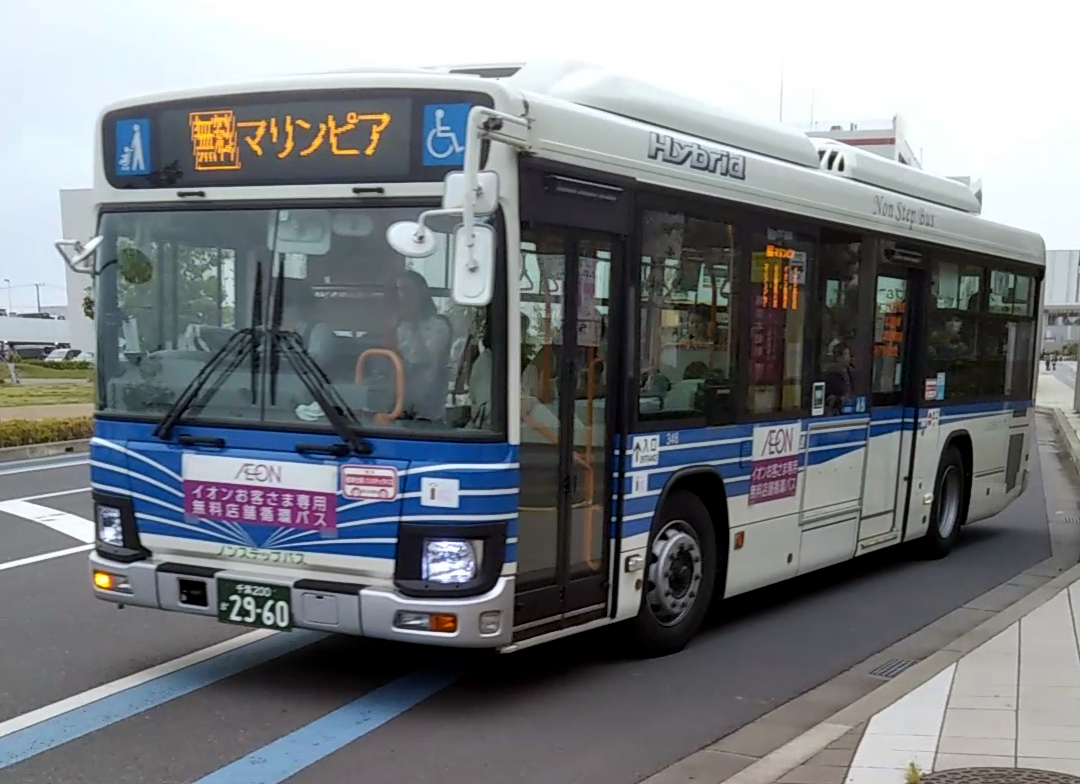
かつてマリンピアとイオンモール幕張新都心を結ぶ無料バスとして使用していた車両。現在は同型のハイブリッドで運行

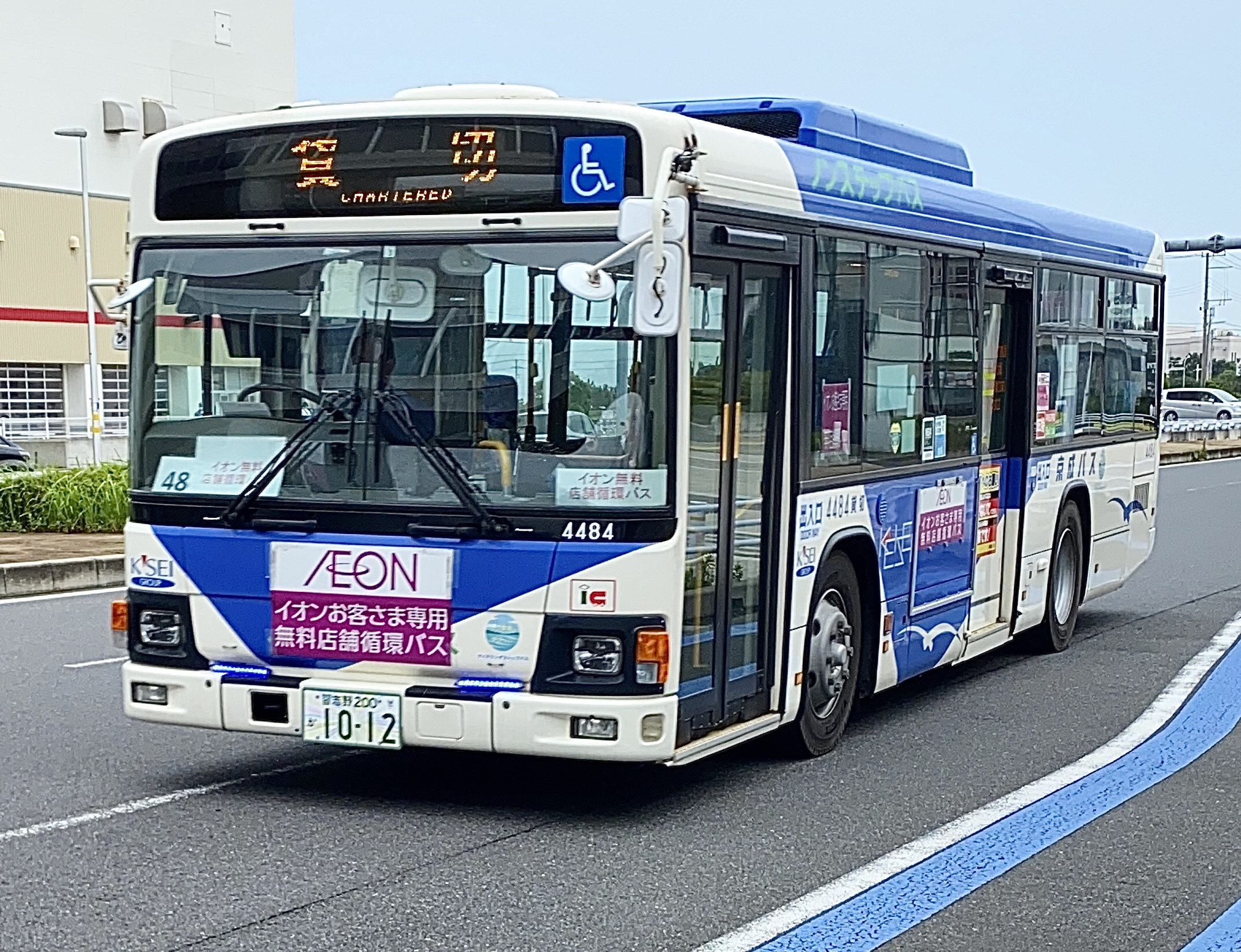
千葉海浜交通の代走となる京成バス新都心営業所4484号車

- イオンモール幕張新都心ファミリーモール → イオンモール幕張新都心グランドモール → イオン幕張店 → イオンスタイル幕張ベイパーク → 幕張ベイタウン → イオンスタイル幕張ベイパーク → イオン幕張店 → イオンモール幕張新都心グランドモール → イオンモール幕張新都心ファミリーモール（平日のみ）
- イオン幕張店 → イオンスタイル幕張ベイパーク → 幕張ベイタウン → イオンスタイル幕張ベイパーク → イオン幕張店（土日祝日のみ）
  - 2016年4月29日：イオンモール幕張新都心 - 磯辺・高浜地区無料お買い物バス運行開始[60]。
  - 2017年5月30日：イオンモール幕張新都心 - 磯辺・高浜地区無料お買い物バス、一部ルート変更[61]。
  - 2017年11月17日：イオンモール幕張新都心 - 磯辺・高浜地区無料お買い物バス運行終了[62]。
  - 2017年11月21日：イオンお客様専用無料店舗循環バス運行開始[63]。
  - 2019年4月15日：イオンスタイル幕張ベイパーク経由となる[64]。
  - 2019年6月1日：平日はベイタウンとイオンモール幕張新都心･イオン幕張･イオンスタイル幕張ベイパーク、土休日はベイタウンとイオン幕張･イオンスタイル幕張ベイパークを結ぶルートに変更[65]。
  - 2020年6月9日：前日に海浜幕張駅前で発生した交通事故[66]への安全対策により、運行会社が一時的に京成バス新都心営業所に変更[67][68]。
  - 2020年9月1日：京成バス新都心営業所に正式移管。

イオンお客様専用無料バスは、2017年11月23日にオープンしたイオンスタイル検見川浜（旧・イズミヤ検見川浜店）の開業に合わせ、2017年11月21日に運行を開始した無料送迎バスである。イオンスタイル検見川浜とイオンモール幕張新都心・イオンマリンピア店・イオン幕張店の4店舗が共に京葉線沿線にあり、イオンスタイル検見川浜を起点にすると半径3 km以内に4店舗とイオン本社が収まることから企画された。乗車するには、運賃は無料だが、イオンが発行するポイントカード等の提示が必要となる。2019年6月1日からはあすか交通がそれまで受託していた無料バスと統合し、幕張ベイタウン内をかつてのベイタウン北循環線 → 京成バス・平和交通が運行するベイタウン線タウンルート・マリンルート → 千葉海浜交通ベイタウン線 → 独自ルートを循環するルートへと変更された。
イオンスタイル検見川浜お客さま専用お買いものバス
- 磯辺・打瀬ルート：イオンスタイル検見川浜 → 花見川緑地交通公園横 → 花見川通り → 磯辺公園 → 磯辺小学校 → 中磯辺公園 → 北磯辺第三公園 → 北磯辺公園 → イオンスタイル検見川浜
- 検見川町ルート：イオンスタイル検見川浜 → 二丁目13街区 →  検見川町五丁目 → 検見川町二丁目 → 幕張町五丁目 → 検見川町三丁目 → 稲毛町五丁目 → 検見川町五丁目北 → イオンスタイル検見川浜
  - 2017年11月21日：イオンスタイル検見川浜お客さま専用お買いものバス運行開始[70]。
  - 2020年6月9日：イオンお客様専用無料バスで発生した交通事故への安全対策により、運行をちばシティバスが代行。
  - 2020年6月10日：代行する会社が京成バス新習志野高速営業所に変更。
  - 2020年9月7日：京成バス新習志野高速営業所に正式移管。

乗車するには、運賃は無料だが、店舗行はイオンが発行するポイントカード等の提示、店舗発はレシートの提示が必要となる。日野・ポンチョ（二代目）で運行していたが除籍となったため日野・リエッセⅡで運行している。

### 高洲東線
- 稲毛駅 → 京成稲毛駅入口 → 運輸支局入口 → 高浜消防署 → 稲毛海岸駅 → 磯辺一丁目 → 磯辺高校 → 千葉西高校 → 海浜病院
  - 1999年10月1日：高洲東 - 海浜病院を開通。
  - 2000年8月1日：稲毛駅発着に変更。休日運休となる。
  - 2002年4月6日：土休日運休となる。
  - 2013年5月7日：「千葉療護センター」停留所を新設[16]。
  - 2018年9月16日：高洲線（運輸支局入口経由）の一部が海浜病院まで延伸に伴い、稲毛駅発の平日早朝1便片道運行のみに減便となる。
  - 2020年11月16日：路線廃止[18]。

高洲東線は海浜団地内のさらなるきめ細かな輸送を目的として、高洲東 - 稲毛海岸駅 - 海浜病院という総武線の駅に接続しない路線として開通した。高洲東線という線名はもともとの起点である高洲東に起因していると思われるが、開通当時から高洲の西側にも路線が行っていた。この線の開通当時に京成電鉄のWebサイトで紹介されたことがある。
その後、あまり乗客に恵まれなかったのか、1年もたたずに稲毛駅発着に延長され、休日運休となると同時に、大幅な減便となった。また、独自区間の稲毛海岸駅 - 海浜病院間は東側に比べて若干本数が少ない。結果として、この線の東側は高洲線（運輸支局入口経由）の支線のようになっている。2018年9月16日のダイヤ改正により、稲毛駅発の片道1便のみの免許維持路線となり、2020年11月15日の運行を最後に廃止となった。

### 幕張ベイパーク線
《京成バス新都心営業所と共同運行》

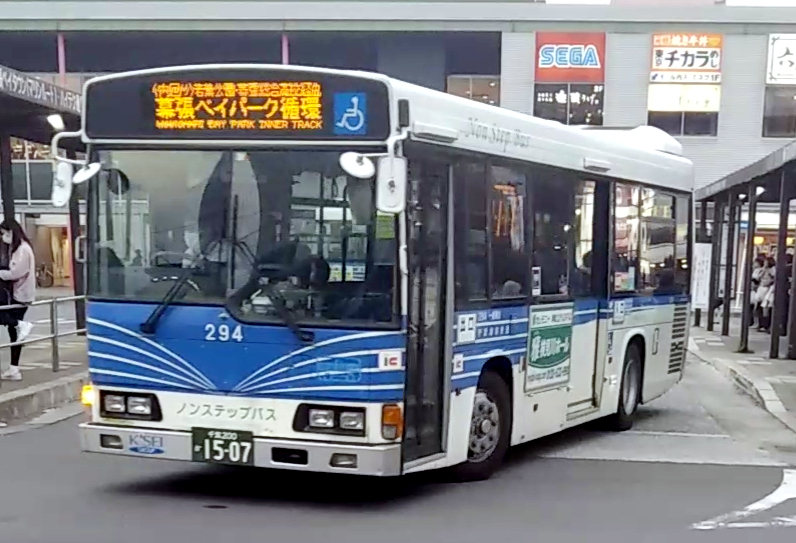
海浜幕張駅から発車する幕張ベイパーク線

- 海浜幕張駅 → (無停車) → ひび野一丁目 → 若葉三丁目 → 若葉公園 → ZOZOPARK → ひび野一丁目 → (無停車) → 海浜幕張駅
  - 2019年3月31日：運行開始[71]。
  - 2019年10月16日：外回り系統を廃止し、全便が内回り系統となる[72]。
  - 2020年11月16日：内回り系統（海浜幕張駅 → ひび野一丁目 → 若葉公園 → ファーストウィング → 若葉第四 → 幕張総合高校 → ひび野一丁目 → 海浜幕張駅）を廃止し、若葉公園・ZOZOPARK経由に変更[18]。
  - 2021年8月16日：運行休止[73]。

幕張ベイパーク線は、1996年に県立幕張総合高校に統合された事により廃校となった幕張北・幕張西・幕張東の三高校（通称：幕張三校）の跡地再開発により美浜区若葉に誕生した『幕張ベイパーク』と海浜幕張駅を結ぶ路線である。
2019年10月16日に外回り系統（海浜幕張駅 → ひび野一丁目 → 幕張総合高校 → 若葉第三 → 若葉第四 → ファーストウィング → 若葉公園 → ひび野一丁目 → 海浜幕張駅）が廃止され、内回り系統のみの運行となった。
2020年11月16日に若葉公園・ZOZOPARK経由に変更されるも客足は伸びず、2021年8月15日の運行をもって京成バスと共に運行休止となった。

### 美浜線

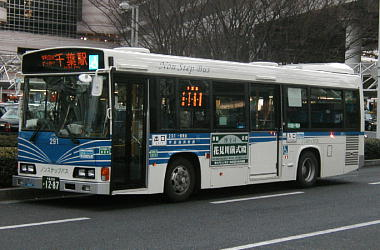
美浜線の中型ノンステップ車両

- 千葉駅 - 千葉中央駅 - ポートアリーナ - 千葉みなと駅 - ガーデンタウン - 幸町団地 - 稲毛海岸駅
  - 1969年7月14日：[京成電鉄]旧・京成千葉駅（現・千葉中央駅） - 幸町団地を開通。のちに小湊も同一路線を開通。
  - 1976年4月29日：千葉駅（現在のオーロラモールジュンヌ付近） - 千葉中央駅入口（現在のパールホテル千葉付近） - 卸団地会館 - 幸町第一（現在の幸町第三小学校正門付近） - 高洲二中 - 高洲車庫（現・高浜消防署）を開通。当時の線名は千葉線。
  - 昭和50年代：千葉駅 - 稲毛海浜公園プールに延長。
  - 1986年3月3日：京葉線開通に伴い、稲毛海岸駅経由となる。
  - 1990年頃：[京成電鉄]美浜線（福祉センター - 千葉みなと駅 - 二丁目15街区 - 検見川浜駅）を開通。平日のみ運行。
  - 1997年12月24日：千葉海浜交通が京成電鉄から美浜線を譲受し、千葉線と統合した上で延長。千葉駅付近、幸町第一付近のルートも変更し、千葉駅 - 中央二丁目 - 千葉中央駅東口 - ガーデンタウン - 稲毛海岸駅 - 二丁目15街区 - 海浜病院となる。高浜車庫 - 稲毛海岸駅間は入庫便のみとなる。当時は千葉線と名乗っていたが、のちに美浜線に改称。千葉中央駅入口停留所は廃止。小湊鉄道の便もほとんどが千葉中央駅東口・ガーデンタウン経由となるが、わずかに千葉中央駅・幸町第一経由便が運行される（のちに廃止）。
  - 2008年4月1日：千葉駅 - 稲毛海岸駅間の折り返し便が新設[74]。
  - 2018年8月1日：土日祝日のみ、千葉駅 - 稲毛海岸駅 - 高浜車庫間の系統新設[75]。
  - 2019年3月16日：小湊鉄道担当便のみ千葉中央駅 - 千葉みなと駅間において一部の便を除きルート変更を行ない、NHK前経由となる。
  - 2025年5月15日：千葉駅 - 稲毛海岸駅 - 海浜病院、千葉駅 - 稲毛海岸駅 - 高浜車庫の系統が廃止[76]。
  - 2025年7月15日：京成バス千葉イースト新港営業所へ路線移管を行い、路線廃止。[77]

美浜線はもともと千葉線として、1976年に開通した路線である。開通の背景には、幕張を発着する2路線（高洲線、真砂線）が許容限界にあったうえ、交通調査によって予想以上に千葉市街以南への通勤者が多いとわかったこと、当時はまだニュータウン内に商業施設が充実しておらず、市街中心部への足を望む声が強くあがったことなどがある。また、かねてからダイヤ等について批判のあった京成・小湊による千葉市街 - 幸町団地間のバス便を補充する路線という側面もあった。
開通当初は、千葉駅のロータリーおよび駅前通りに余裕がなかったことから、同駅の乗り場はそごう駐車場脇（現在のコリドーモール敷地）に設けられていた。平成初頭頃からそごう新館の建設工事が始まると、田原屋前（現在の小湊バス八幡宿駅行き乗り場）に移った。いずれも、千葉駅を利用するには大変不便であり、特に後者は千葉中央駅のほうが近い程であったが、行先はあくまで「千葉駅そごう」であった。
ニュータウン側の起点は当初高洲車庫、その後高浜車庫・海浜公園プールに移り、長らく高洲・高浜地区と千葉市街とを直結する役割を担ってきたが、1997年に京成電鉄から美浜線が移管されると同時に運行区間を見直し、同線を統合・延長のうえ、検見川浜駅・海浜病院方面に向かう路線に衣替えした。京成・美浜線は、千葉市の政令指定都市化に際し美浜区役所への連絡路線として開設されたものであり、その役割を引き継いだことになる。

## 車両
千葉海浜交通では、すべての車両を日野自動車より導入している。創業から1990年代後半までは、路線のほとんどがニュータウンの通勤・通学路線であったことから、全車が定員の多く取れる大型の長尺車かつ降車時間の短縮に効果の高い3扉車であり、同社の車両の大きな特徴となっていた。
しかし、1997年のベイタウン線開通以降、路線の新設や京成電鉄からの移管によって、住宅地の街路をきめ細かく走行する路線や輸送密度の低い路線も運行するようになったため、少数ながら中型車を配備するようになった。また、大型車の降車扉についても、その後中央部1箇所に広幅の折り戸を配置する方式に変更され、2003年度以降に導入されているノンステップ車両では一般的な引き戸に変わった。このように、車両仕様における独自性は失われつつあるが、一方で利用状況に適応した小型車や狭幅大型車、ハイブリッド車、貸切専用車を導入するなどして、車両のバリエーションを急速に増やしている。貸切車では三菱ふそうエアロバスが京成バスより移籍しており、日野以外のメーカーも在籍している。塗装は海浜をイメージして白地に青色（車体後方に行くほど面積が小さくなる）のカラーリングであり、青色の中にも白線が入るが、青色部分は色調が暗かったものが2000年代に入ってからは明るい色調に変更されている。
2003年にトルコン式AT車を初採用して以降、AT設定のない車両を除き、極力AT車を採用している。その狙いは、運転操作にかかわるドライバー負担を軽減することで、生まれた余裕を安全運転や接客向上に向けるものである。